# ひゅうが型護衛艦
ひゅうが型護衛艦（ひゅうががたごえいかん、英語: Hyūga-class helicopter destroyer）は、海上自衛隊が運用するヘリコプター搭載護衛艦（DDH）の艦級。海上自衛隊初の全通飛行甲板型護衛艦として、平成16・18年度予算で各1隻が建造された。また続くいずも型（22/24DDH）のベースともなっている。

## 概要
本型は、広大な全通飛行甲板と大きな船体容積によって、多数のヘリコプターを同時運用する能力を備えている。これによって従来のヘリコプター搭載護衛艦よりも優れたゾーン対潜戦能力を実現するほか、輸送ヘリコプターや救難ヘリコプターにも対応できることから、災害派遣や国際平和活動など戦争以外の軍事作戦、水陸両用作戦の支援など多彩な任務に対応する。
このような特徴から空母（ヘリ空母）とされる場合もあるが、公式の艦種は、前任のはるな型（43/45DDH）を踏襲して「ヘリコプター搭載護衛艦」（DDH）とされている。元自衛艦隊司令官の香田洋二も、空母とはまったく本質を異にする艦であると述べている。
高度な指揮統制能力と合わせて、対潜・対空ミサイルを発射できる垂直発射システムと新開発のC4ISTARシステムにより、艦自身が強力な対潜・対空戦闘能力を備えており、単なる航空機運用に特化した航空母艦ではなく、自前の装備で対潜戦などを行える護衛艦としての機能も重要視されている。この点が、兵装を最低限の自衛用（近接防空ミサイルと高性能20mm機関砲を各2基）のみとして航空機運用に特化したいずも型（22/24DDH）と大きく異なる特徴の一つである。

## 来歴
海上自衛隊は創成期より航空母艦の保有を志向しており、第2次防衛力整備計画ではヘリ空母（CVH）の取得が試みられたが、これは実現しなかった。その後、まずは護衛艦に哨戒ヘリコプターを搭載することになり、第3次防衛力整備計画ではるな型（43/45DDH）が、続いて第4次防衛力整備計画でしらね型（50/51DDH）が建造された。
ポスト4次防以降、護衛艦隊の基本編成として8艦8機体制が採択され、汎用護衛艦（DD）へのヘリコプター搭載が開始された後でも、これらのDDHは、護衛隊群の航空中枢艦として活躍した。この間、1980年代後半には、ソ連軍による経空脅威の増大への対応策として、シーハリアー艦上戦闘機をSTOVL方式で運用できる軽空母（DDV）の建造も検討されたものの、これは実現しなかった。
その後、平成10年代中期には、第1世代DDHの端緒である「はるな」の後継艦が必要となると予測されたことから、その検討が着手された。2000年12月に閣議決定された13中防計画において、この後継艦は「指揮通信機能およびヘリコプター運用能力等の充実を図った艦」として盛り込まれた。そして検討を経て、平成16年度予算で1番艦「ひゅうが」が、続いて平成18年度予算で2番艦「いせ」が建造された。

## 設計

### 船体
13中防の計画段階では、下記の3つの船型案が提示された。
1. 在来型のDDHと同様に前部に構造物を持ち、後部をヘリコプター甲板とする案
2. 艦橋構造物で前後の甲板を分断し、艦橋の前後にヘリコプター甲板を持たせる案
3. 艦の全長に渡って障害物のない発着甲板を有する全通飛行甲板型とする案

3つの案のうち、当初は第2案が、予想図では無く「イメージ図」という用語を伴って発表された。この図の段階でマストや煙突は右舷側に寄せられており、左舷側には前後の発着甲板をつなぐ大型のシャッターや大きな艦橋が置かれているだけだったため、実際には既に全通甲板の第3案に内定しており、第2案は、計画の早い段階で航空母艦に近い形状の第3案を発表して憲法9条の解釈をめぐる世論の反発に巻き込まれてしまうことを防ぐために作られた案に過ぎないとも言われている。
前任のはるな型（43/45DDH）からヘリコプター運用能力、護衛隊群旗艦能力の発展・向上が要求されたことから、基準排水量は歴代自衛艦として当時最大の13,950トンとなった。しらね型（50/51DDH）と比較すると約8,600トンの追加となっており、計画時の資料によると、下記のような内訳であると説明されている。
- 情報指揮能力の向上（多目的エリアの設置等）により約480トン増
- ヘリコプター運用能力の向上（搭載/整備スペースの増設、昇降機×2基の搭載等）により約3,230トン増
- 装備武器の能力向上（水上艦用ソーナー、射撃指揮装置の装備等）により約830トン増
- 機関・発電能力の向上（エンジン・発電機の重量増等）により1,120トン増
- 抗たん性・居住性の向上（機関区間の2重構造化、2段ベット・レストエリア追加等）により約2,940トン増

満載排水量は推定で19,000トンとされ、イタリア海軍の「ジュゼッペ・ガリバルディ」や、スペイン海軍の「プリンシペ・デ・アストゥリアス」などの軽空母と同等か上回っている。自衛艦としては、ましゅう型（12AOE）もほぼ同等の基準排水量を備えているが、補給艦は搭載量が大きいことから、満載排水量は12AOEのほうが一回り大きく、全長も24メートル長くなっている。
主船体は7層、艦橋構造物は5層の甲板から構成されている。艦橋構造物は右舷に寄せられ、長さは70メートル、幅9メートルのいわゆるアイランド方式となった。艦橋はアイランドの4層目（03甲板）に位置しており、同レベルの後部には航空管制室が設けられている。このアイランド部を除いて、第1甲板（上甲板）は艦首から艦尾まで平坦な全通甲板構造となっており、全域が飛行甲板とされている。これにより、艦体の後方3分の1程度が平らなヘリコプター甲板だった従来のヘリコプター搭載護衛艦や、最初に発表された予想図のような艦形では不可能だったヘリコプター複数機の同時発着艦運用を実現し、艦橋が視界を遮ったり気流を乱す事も少なくなり、ヘリコプターの着艦作業も容易になった。ヘリコプター運用の妨げになることから、欧州のSTOVL空母が設置しているようなスキージャンプ勾配は設置していない。水線から飛行甲板までの高さは15メートルに及ぶ。飛行甲板の左舷側にはキャットウォークが設けられている。
レーダー反射断面積（RCS）低減のため、艦体や上部構造物の外板には傾斜がつけられ、表面は平滑に整形されている。また、索導やフェアリーダー等の開口部はRCSスクリーン（蓋）を備えており、出港後はこれを閉鎖することによりRCSの低減を図っている。搭載艇としては11メートル作業艇を2隻、6.3メートル複合型作業艇を1隻備えている。これらの格納スペースは第3甲板レベル両舷にレセス状に設けられており、こちらも開口部にはRCSスクリーンが装備されている。
2021年から順次、ロービジ（「ロービジビリティ」Low-visibilityの略）塗装へ塗装変更が進んでいる。その内容としては、煙突頂部の汚れを目立たなくするための黒帯の廃止、艦番号及び艦名の灰色化かつ無影化、飛行甲板上の対空表示（航空機に対し艦番号下2桁を表示するための塗装）の消去。

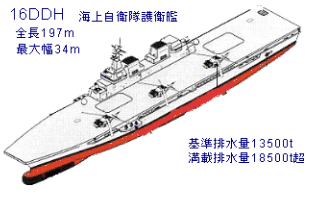
13中防計画段階での全通飛行甲板案を基にした予想図
平面図
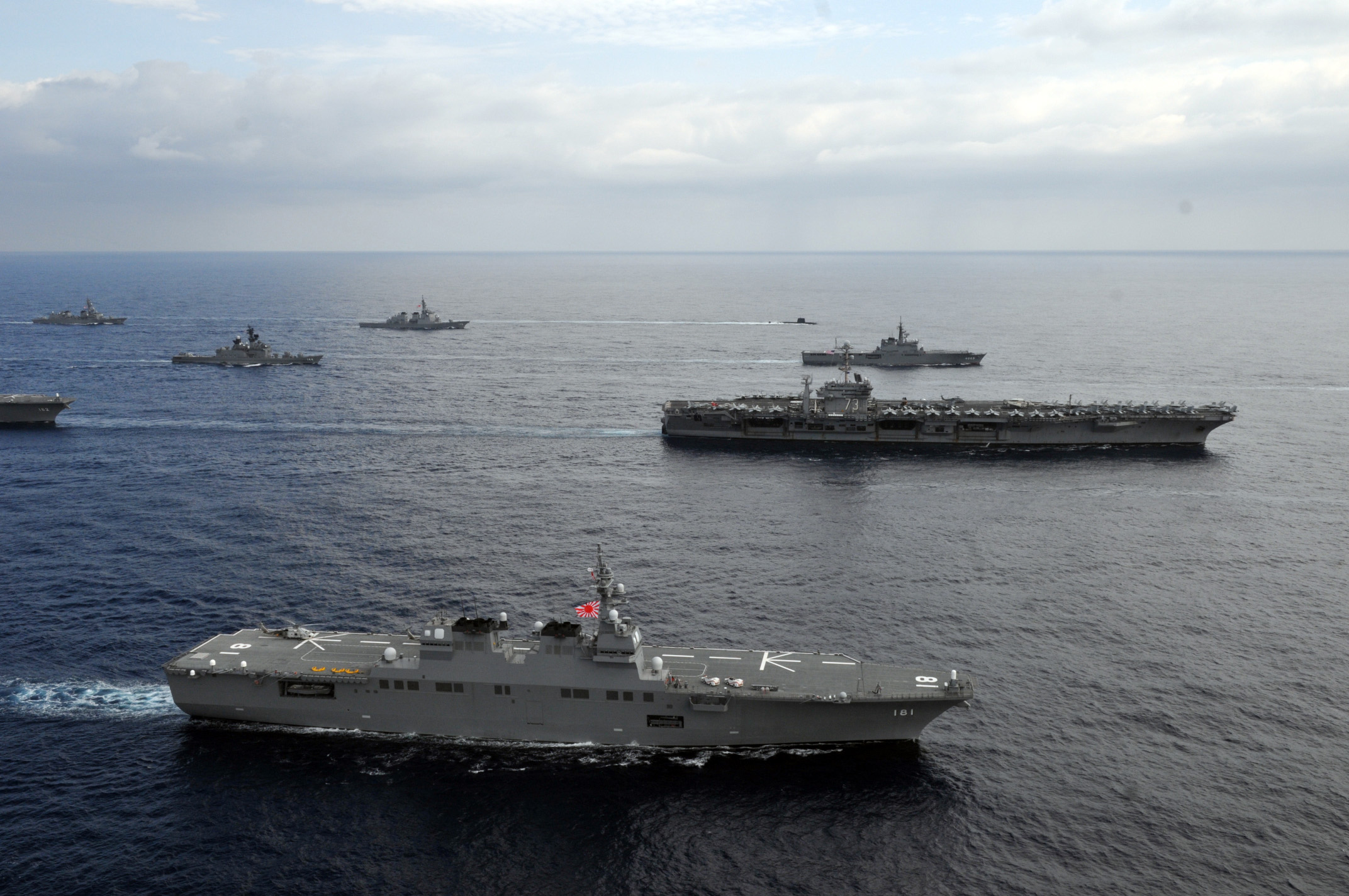
「ひゅうが」(前)「ジョージ・ワシントン」(後)
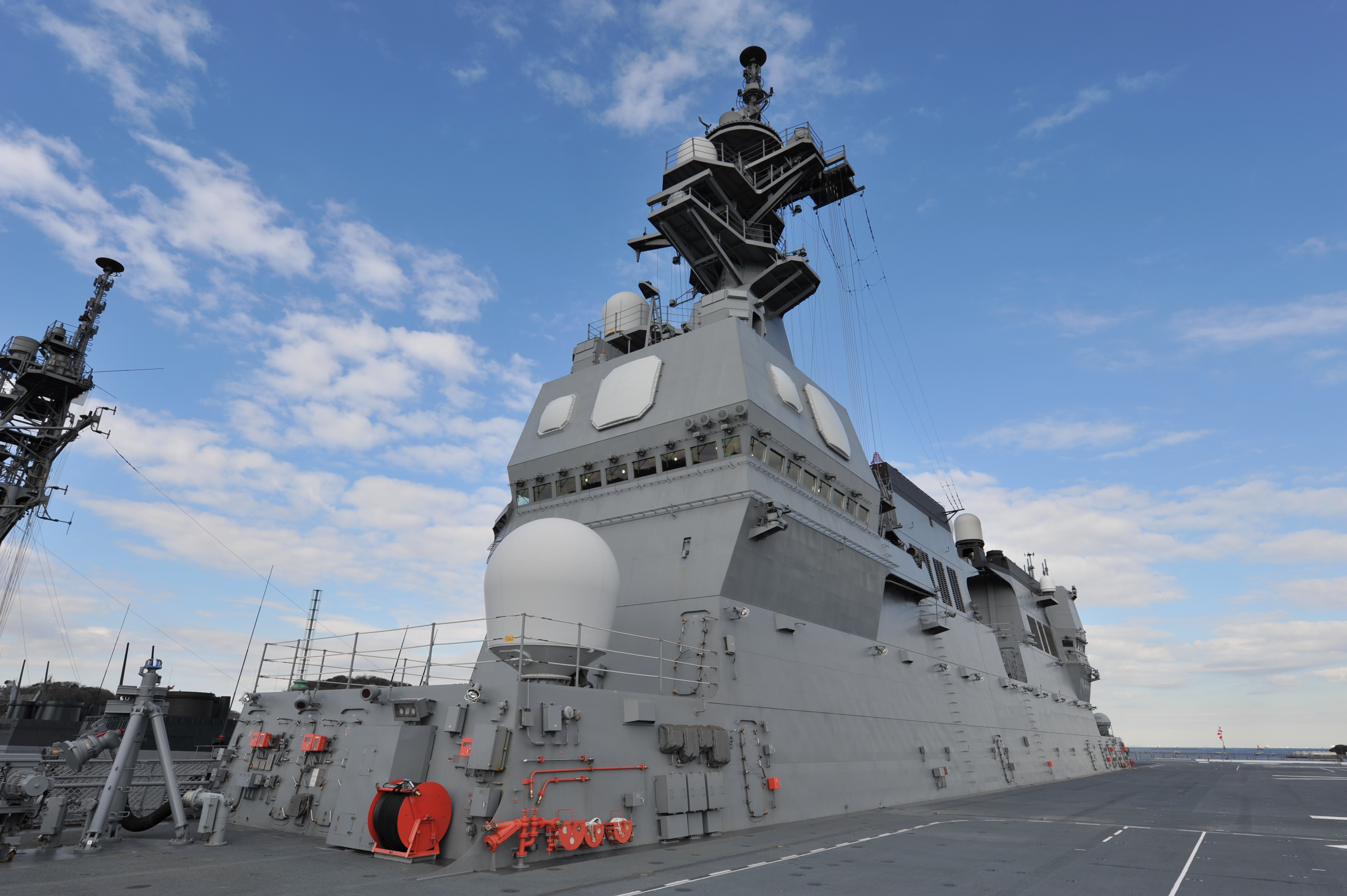
ステルス性を考慮した艦橋構造物
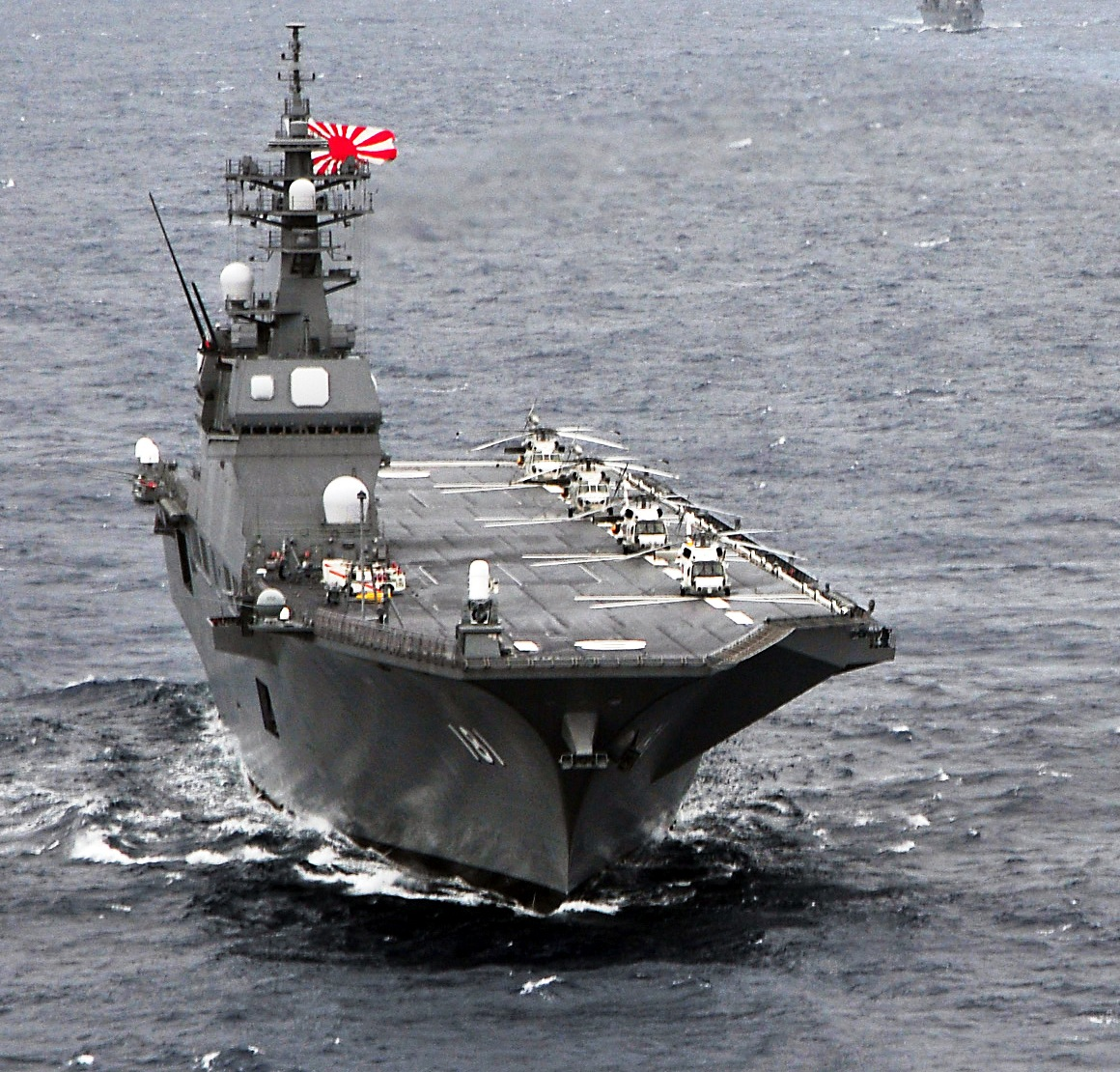
甲板面積を確保するため、左舷側がより広くされている
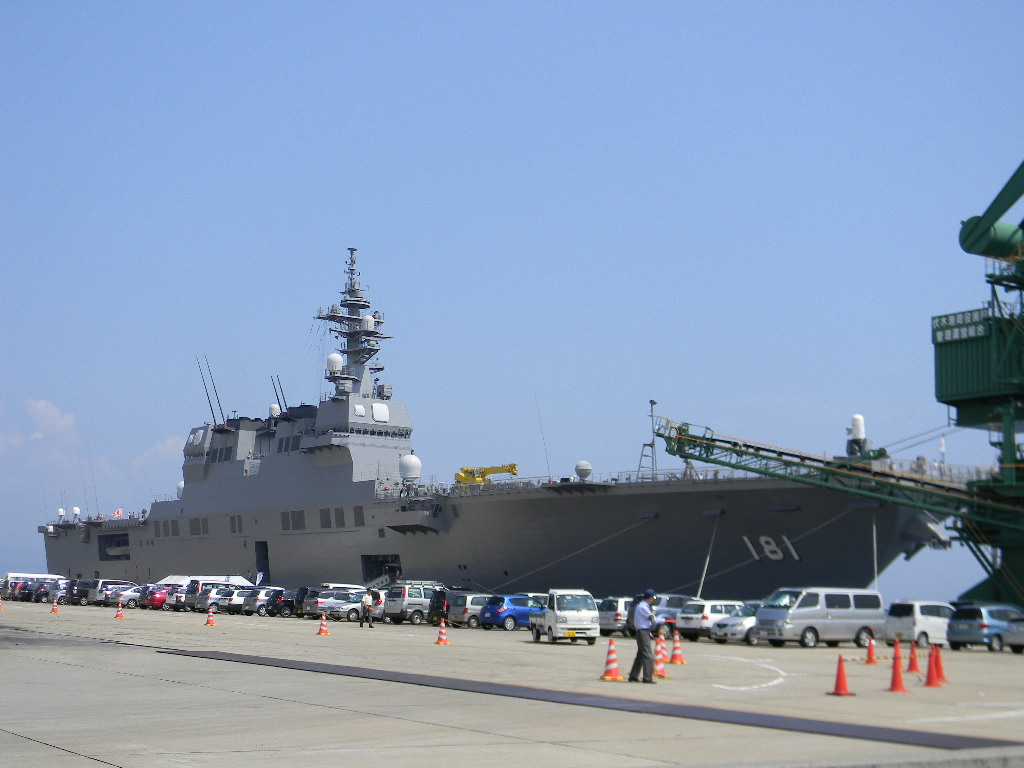
2012年6月伏木富山港での「ひゅうが」公開にて。駐車している車やクレーンと比べても大きさが一目瞭然である。
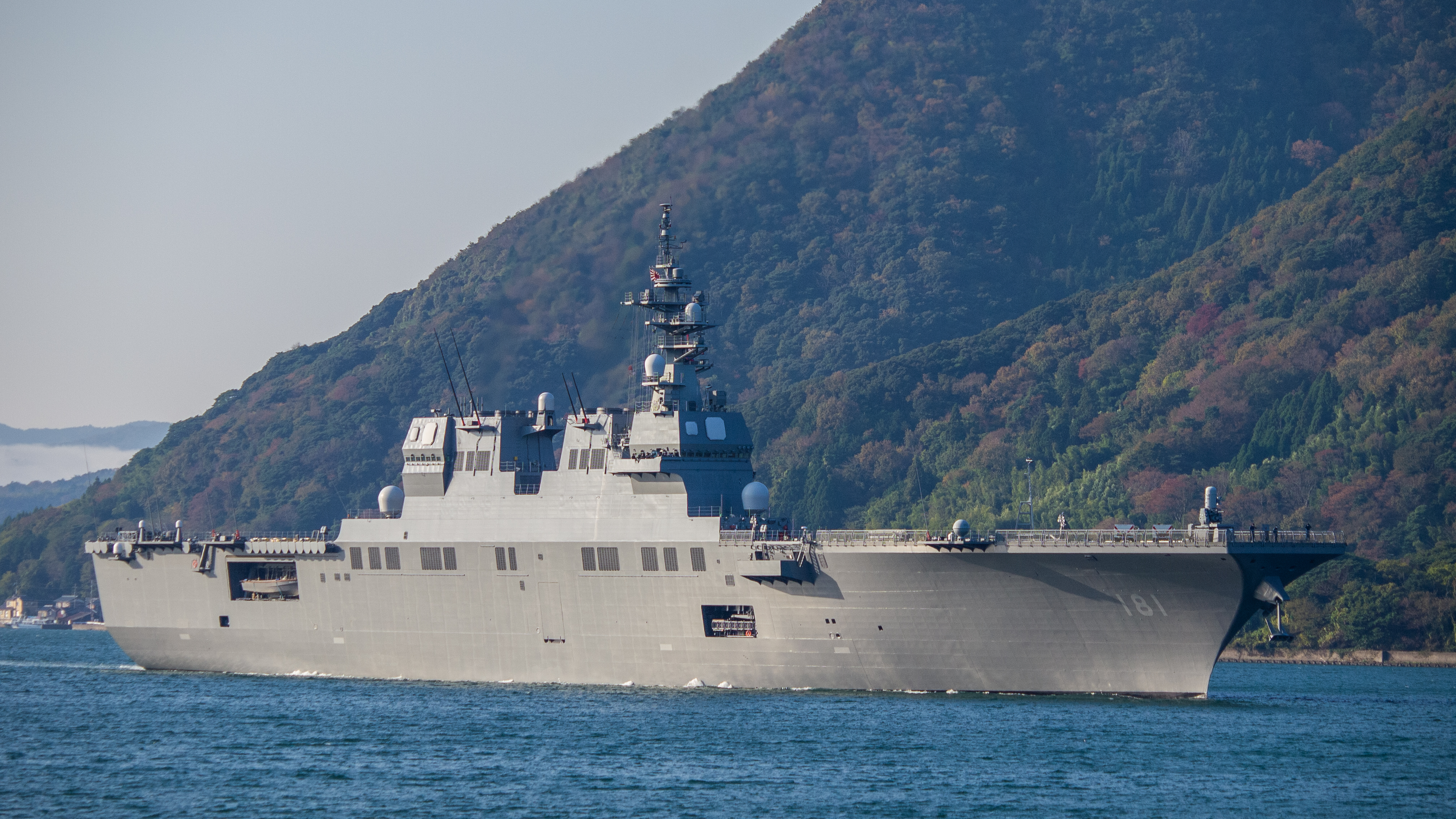
ロービジ塗装とされた「ひゅうが」
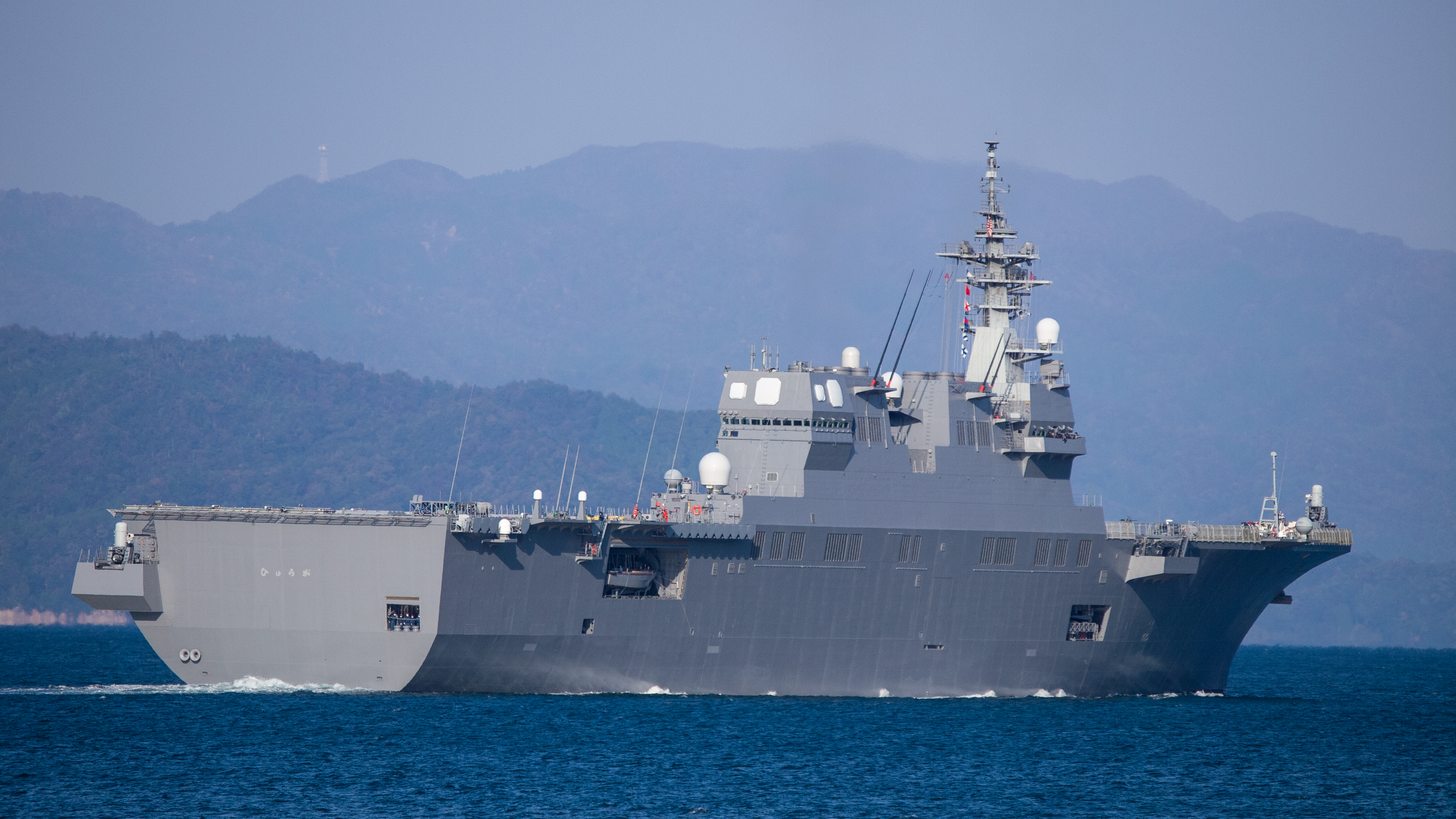
同後方から。

### 機関
主機関は、おおむねこんごう型（63DDG）の構成を踏襲するゼネラル・エレクトリック LM2500ガスタービンエンジン4基を2基ずつ2軸に配したCOGAG方式となっており、出力も同じ100,000馬力となっている。こんごう型は基準排水量7,250トンと、本型よりひとまわり小型であることから、これと同出力の主機で速力30ノットを確保するため、船体設計にはかなりの配慮を必要としたものと考えられている。
原動機が設置される機械室は第5甲板から艦底までを通じて設けられている。従来のタービン推進艦と同様に機械室はシフト配置を採用しており、前方の第1機械室が左舷軸、補機室を挟んで後方の第2機械室が右舷軸を駆動する。煙突はアイランドに組み込まれており、一方の吸気室は船体内の第2甲板両舷に配置されている。排気路・吸気路は、第2-4甲板のエレベーター・格納庫を迂回するかたちで機械室に導かれている。
発電機としては4基のM1A-35ガスタービン発電機を備えており、容量は各2,400キロワット。非常発電機は備えておらず、主発電機の運転区分により対応する。

## 能力

### C4I
護衛艦としてはじめて、護衛隊群司令部を十分に収容できる規模の司令部施設（旗艦用司令部作戦室・FIC）を設置している。FICは第2甲板、CICの後部に隣接して設置されており、アメリカ海軍の原子力空母や強襲揚陸艦に設置されているTFCC（群司令部指揮所）と同様の機能を有している。ここには、海上自衛隊の基幹指揮回線である海上作戦部隊指揮管制支援システム（MOFシステム）の新型艦上端末であるMTAが設置されている。MTAは従来使用されてきたC2Tの能力向上版で、個艦の戦闘統制用のCDSと連接されている。また、通信機能も増強されており、従来より使用されてきたSUPERBIRD B2に加えて、より高速・大容量のSUPERBIRD Dによる衛星通信を使用できるようになっているほか、必要に応じて、さらに大容量のKuバンド衛星通信を使用する用意もなされている。また、アメリカ軍との共同作戦を考慮し、アメリカ海軍の基幹指揮回線であるGCCS-Mも設置されている。これは、AN/USC-42 Mini-DAMAを介して、FLTSATCOMなどアメリカ軍のUHF帯衛星通信を使用する。なお、音声用の無線通信機は、本型よりソフトウェア無線（SDR）が導入されている。
同じ第2甲板の前方には多目的室が設置されている。ここはOAフロアや可動式の間仕切りを備え、必要に応じてレイアウト変更が可能であり、大規模災害時の自治体責任者を交えた災害対策本部や、海外派遣時の統合任務部隊司令部などに利用される。また、これ以外でも艦内各所で情報にアクセスできるよう、艦内にはJSWANと称されるギガビット・イーサネット網が整備された。これは秘区分のある情報を流せる作戦支援系と一般情報を流せる情報支援系の2系統からなっており、作戦支援系端末は60台以上、情報支援系端末は200台以上が各所に配置されている。また、同時に、広大な艦内で艦長以下の幹部乗員が相互に連絡できるよう、艦内PHSも整備された。
CICには、OYQ-10 ACDSが設置され、個艦の戦闘統制に使用される。OYQ-10は、オペレーターの判断支援および操作支援のため、予想される戦術状況に対応して、IF-THENルールを用いて形式化されたデータベースに基くドクトリン管制を採用している。これにより、オペレーターの関与は必要最小限に抑えられ、意思決定の迅速化を図っている。また、OYQ-10は、NOYQ-1艦内統合ネットワークを介して、対空戦闘システムであるFCS-3、対潜戦闘システムであるOQQ-21、電子戦装置などと連接され、艦全体の戦闘を統括する。これらは、新戦闘指揮システムATECS（Advanced Technology Combat System）と総称されている。

FIC
多目的区画
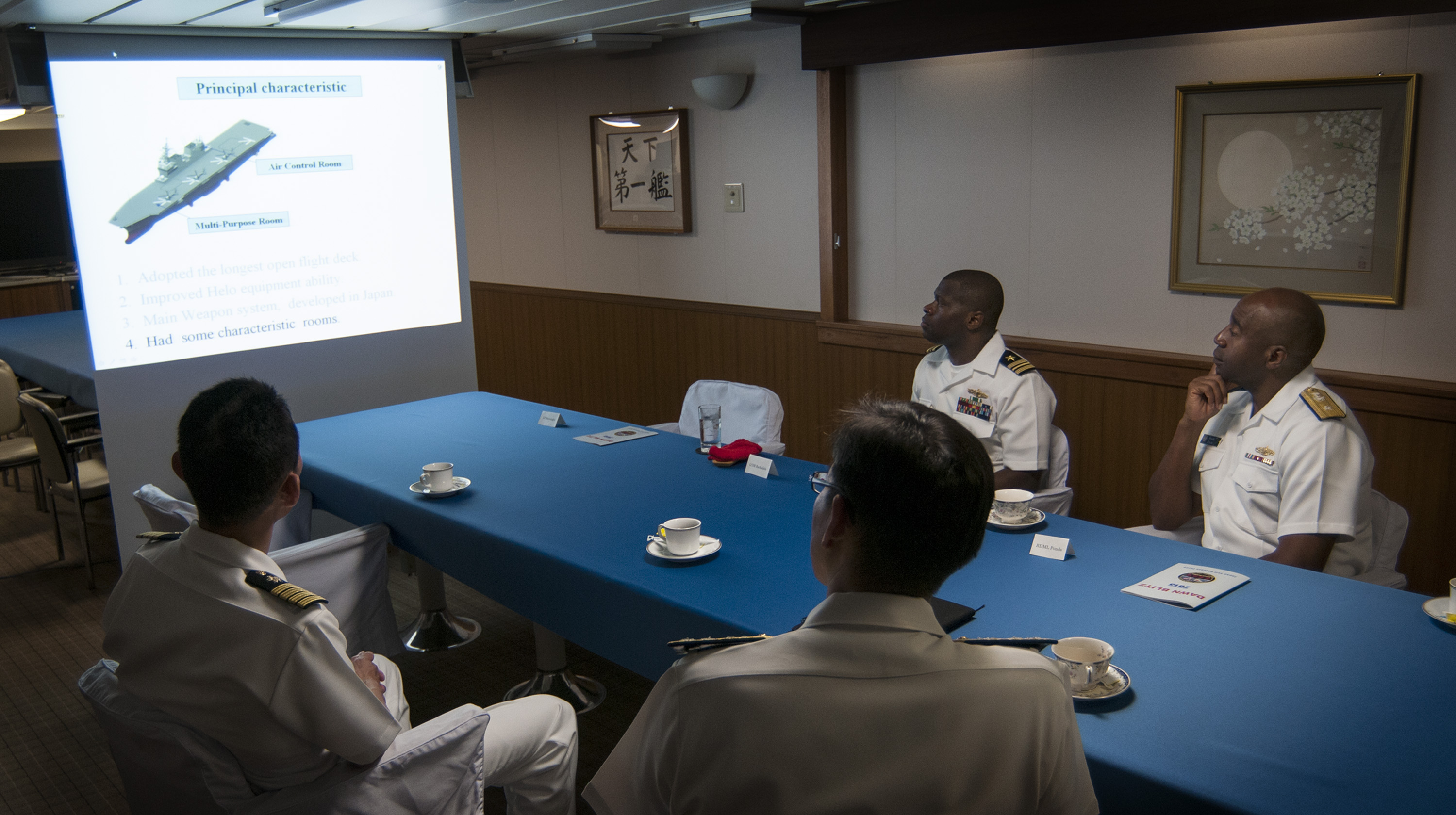
司令公室

### 航空運用機能

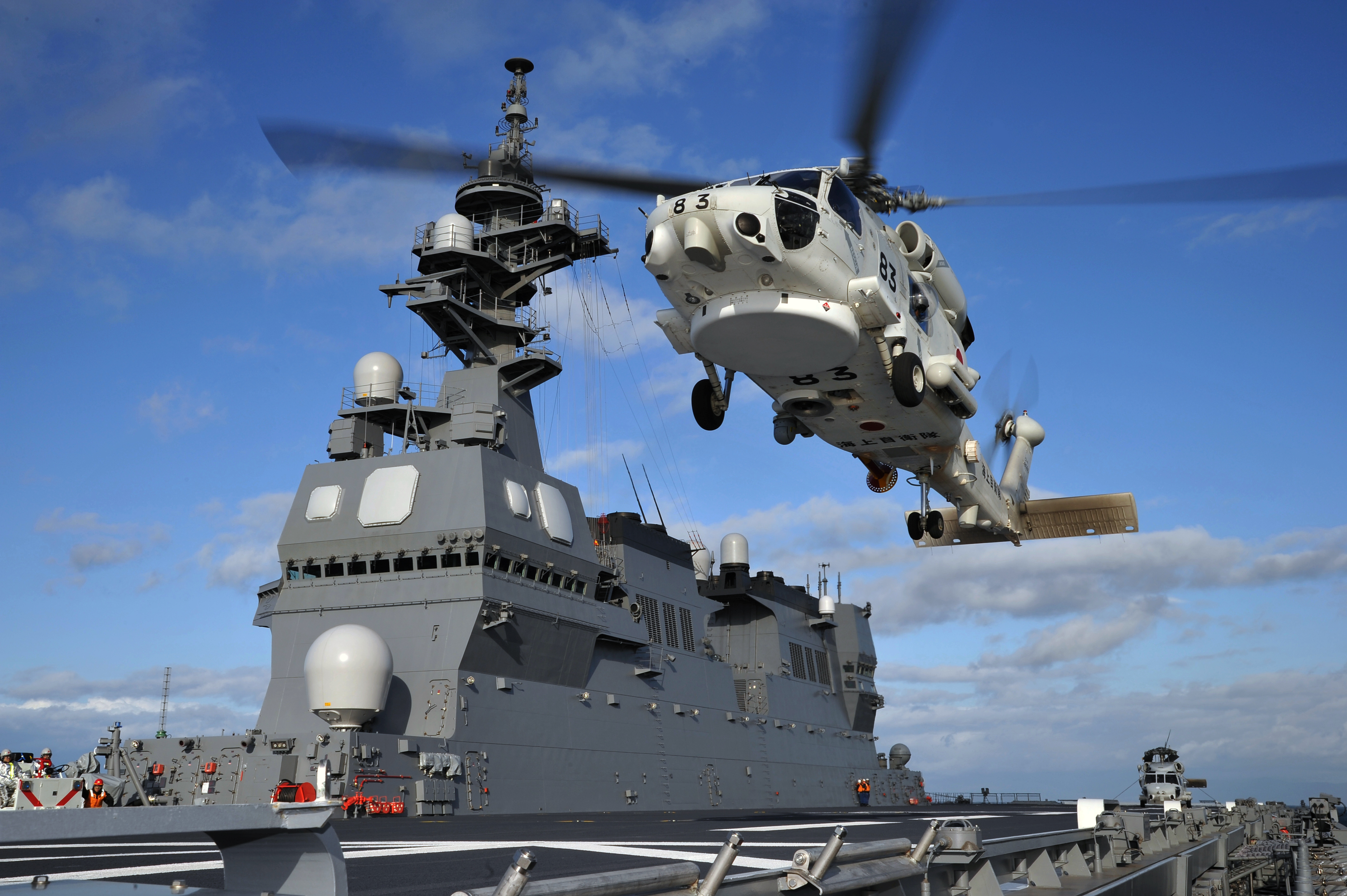
飛行甲板から発艦するSH-60J

発着艦するMV-22B

全通甲板構造による複数機同時発着能力、支援設備による高度な整備支援能力、大型格納庫による多数機収容能力、高度なC4Iシステムによる航空作戦管制能力を備え、通常は、哨戒ヘリコプターのSH-60JまたはSH-60Kを3機搭載する。この定数は、前任者であるはるな型（43/45DDH）やしらね型（50DDH）と同じで、必要時には、これに加えて掃海・輸送ヘリコプターのMCH-101を1機搭載することができる。なお、これらの哨戒ヘリコプターの機上に搭載された戦術情報処理装置（SH-60JではHCDS、SH-60KではAHCDS）と艦の戦術情報処理装置を連接するためのヘリコプター・データリンクとしては、新型のORQ-1Cが搭載されている。これは従来のORQ-1 TACLINKをデジタル化したORQ-1Bの改良型である。
整備区画とエレベーターを含む格納庫部は第2-4甲板のほぼ6割の長さを占めており、全長は120m、幅は19-20mであり、60m×19mの格納庫のみでSH-60哨戒ヘリコプターであれば1個護衛隊群の定数に相当する8機以上を収容できる広さを持っている。格納庫は防火シャッターにより前後2区画に仕切ることができる。
後部エレベーターをはさんで格納庫の後方には最大20m四方の整備区画が設けられ、艦内でメインローターを広げたまま整備を行うことができる。飛行甲板から格納庫をむすぶエレベーターはいずれもインボード式で、格納庫の前後に長さ20mのものが2基、後方エレベーターは幅13メートルで、SH-60がローターを広げた状態で積載できるため、飛行甲板から整備区画に直接移動させることができる。前方エレベータは幅10メートルで、やや小型となっている。SH-60Kに搭載するAGM-114MヘルファイアII空対艦ミサイルや97式魚雷などを輸送する小型のエレベーター（長さ4m×幅2m、力量1.5トン）も前後2基装備する。前部のエレベーターは弾薬の他にも傷病人や軽貨物の輸送にも使われるため第二甲板まで下せる。
飛行甲板には4機分のヘリスポットが装備されており、3機の同時運用が可能である。
通常の搭載機のほか、大規模災害発生時には、第72航空隊（現・第22航空隊）、第73航空隊（現・第21航空隊）のUH-60J救難ヘリコプターを搭載し、洋上救援基地として利用する。また、2013年のドーン・ブリッツ2013演習では、陸上自衛隊西部方面航空隊のCH-47JA輸送ヘリコプター2機およびAH-64D戦闘ヘリコプター2機が「ひゅうが」に搭載されて派米され、島嶼戦での統合作戦を想定した演習を実施したほか、現地ではアメリカ海兵隊のMV-22Bも同艦でクロスデッキ演習を実施し、発着・格納を実施した。
なお、次級のいずも型護衛艦で行われた固定翼機（V/STOL機）運用のための改装は、2023年時点で計画も立案されていない。

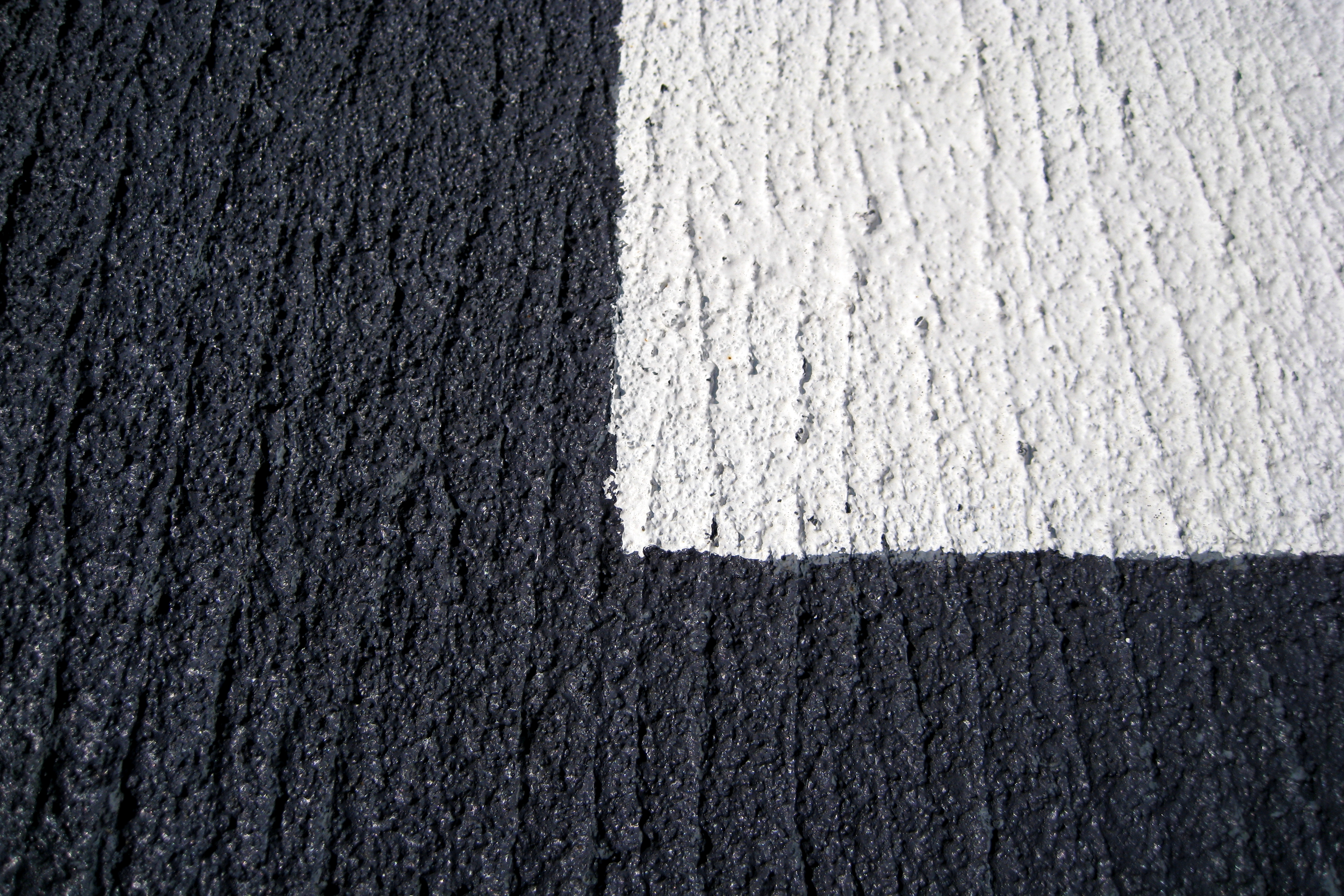
飛行甲板の滑り止めコーティング。米空母と同様の塗料である。[注 8]
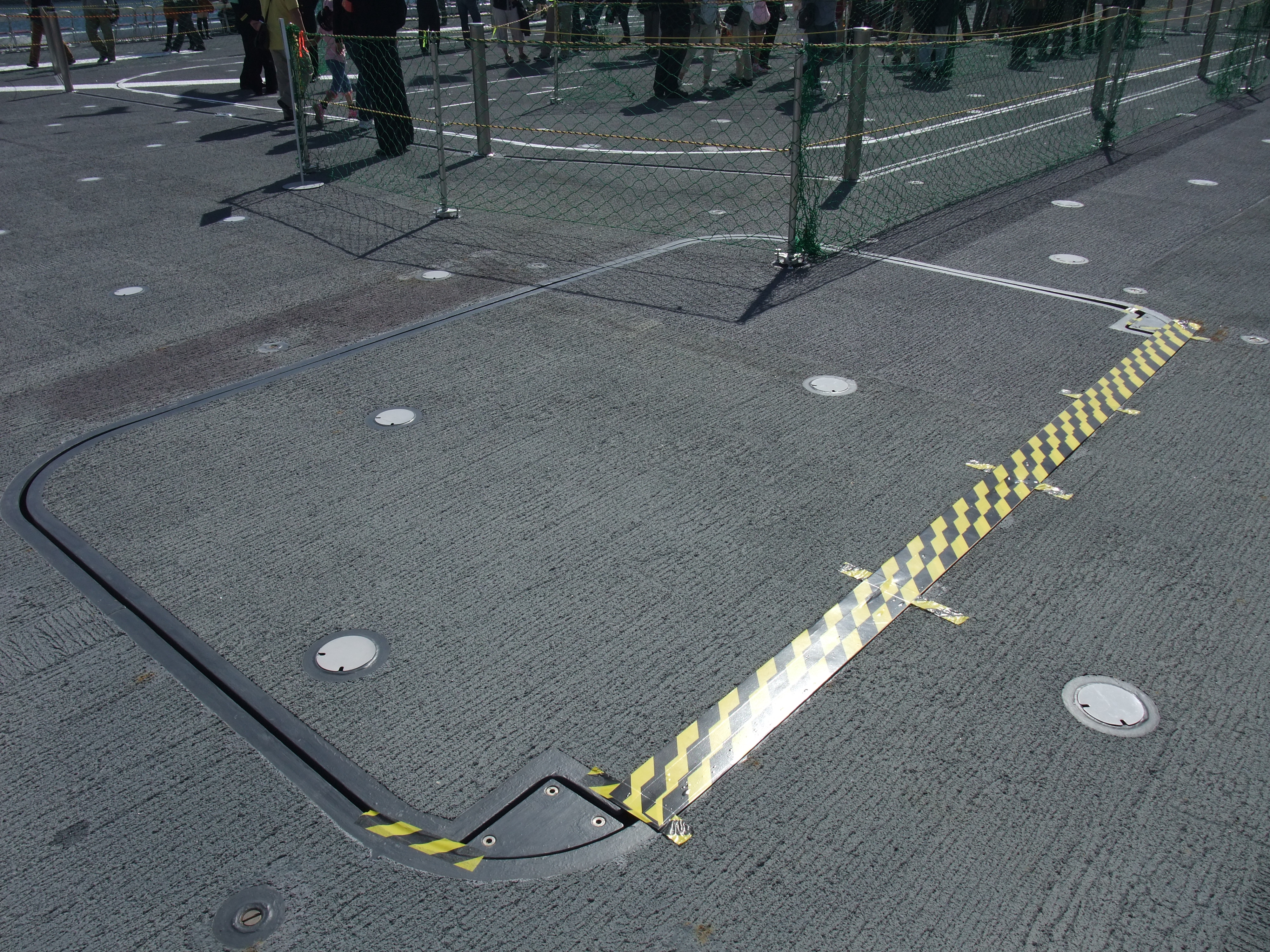
後部弾薬用エレベーター ※ハッチを閉めた状態
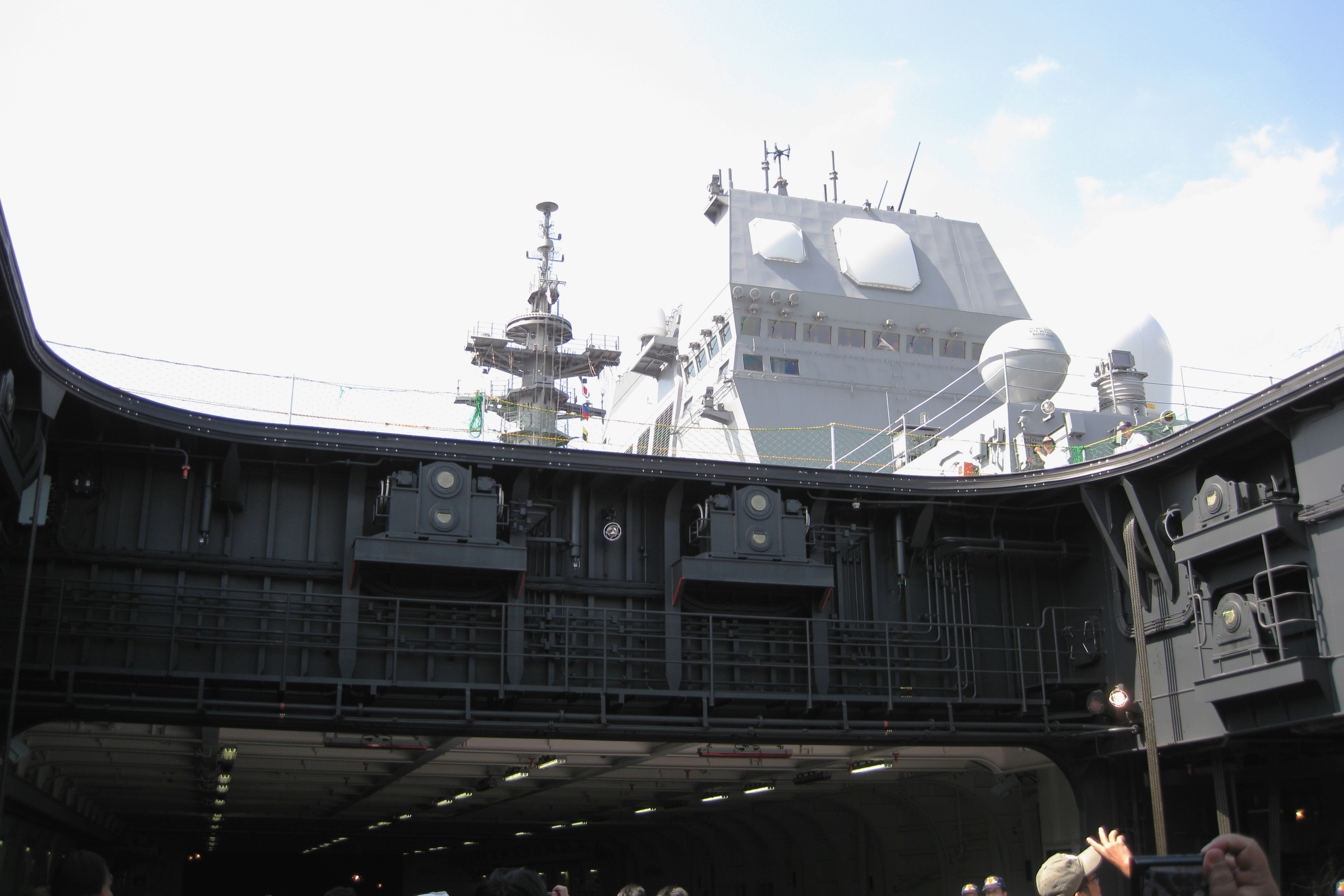
エレベーターの船体側
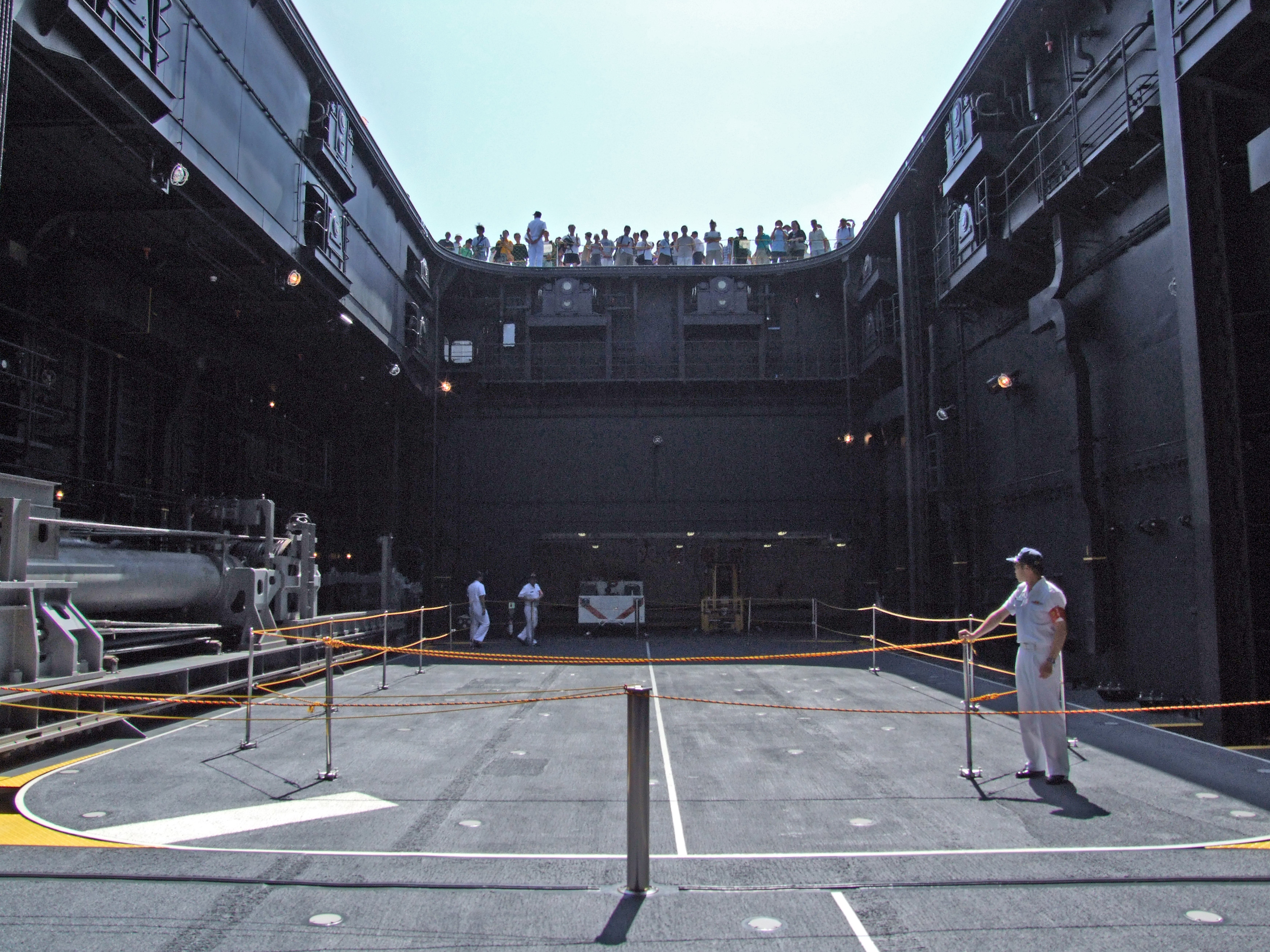
エレベーター
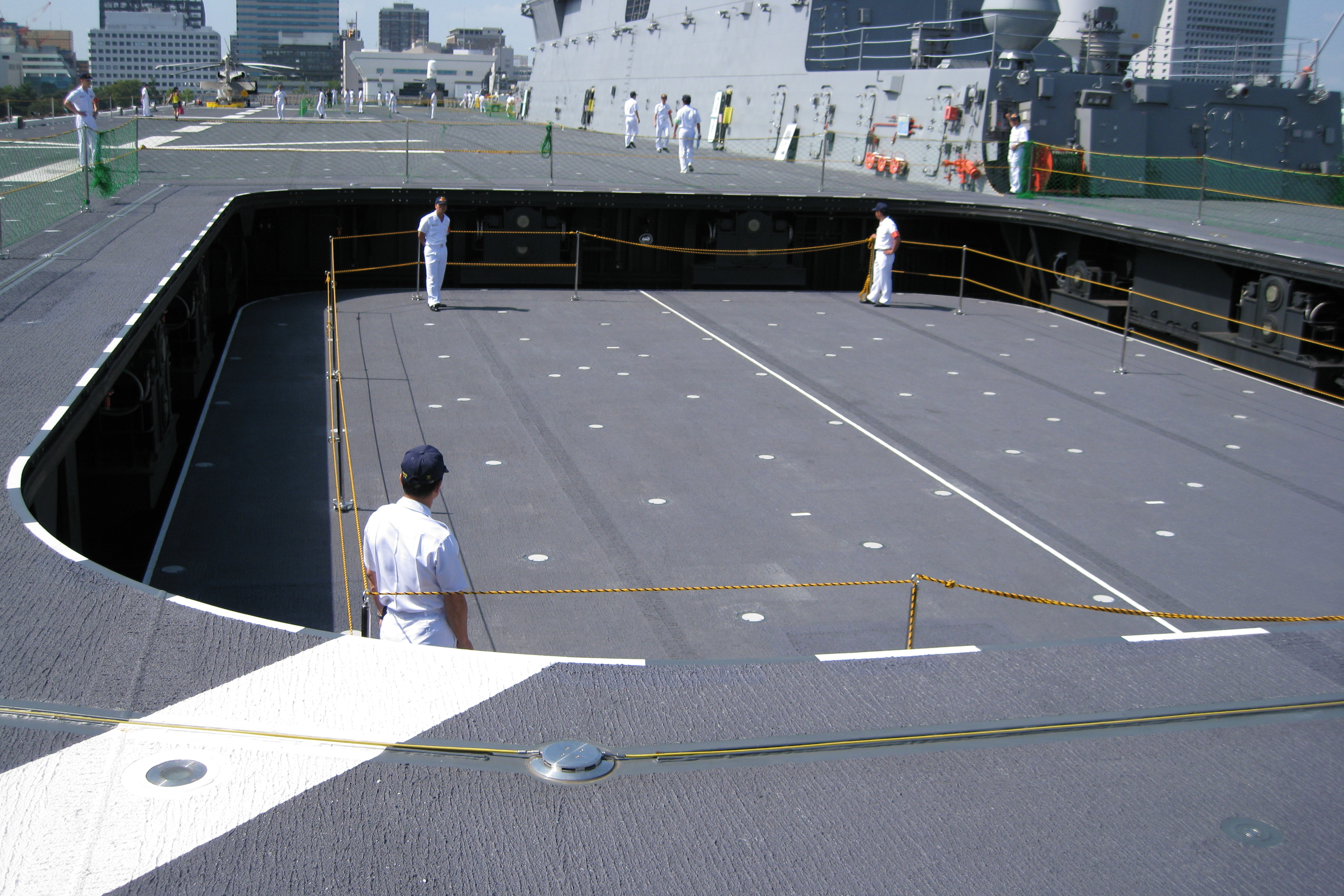
下降途中のエレベーター
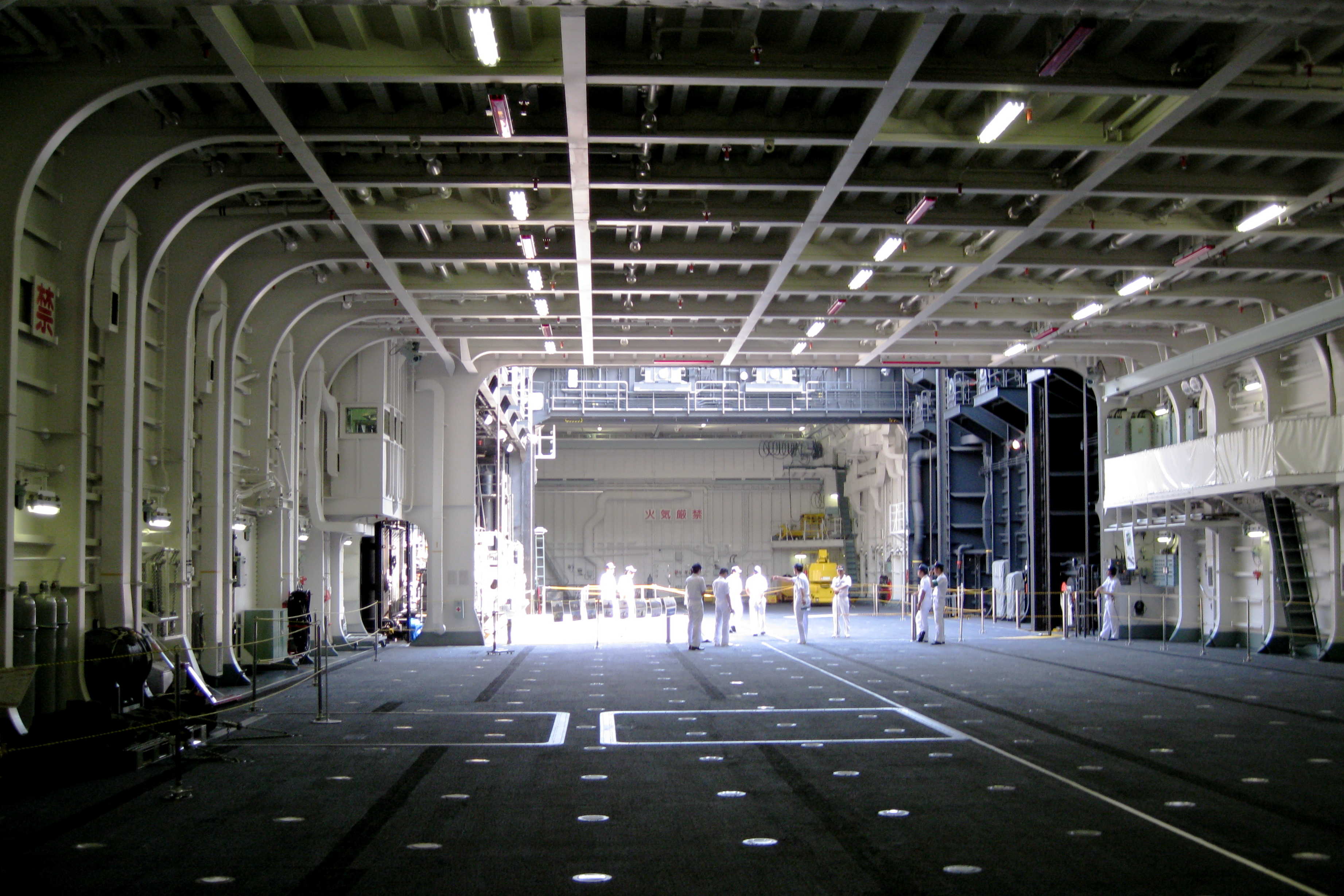
甲板の下にある格納庫からエレベーターを望む
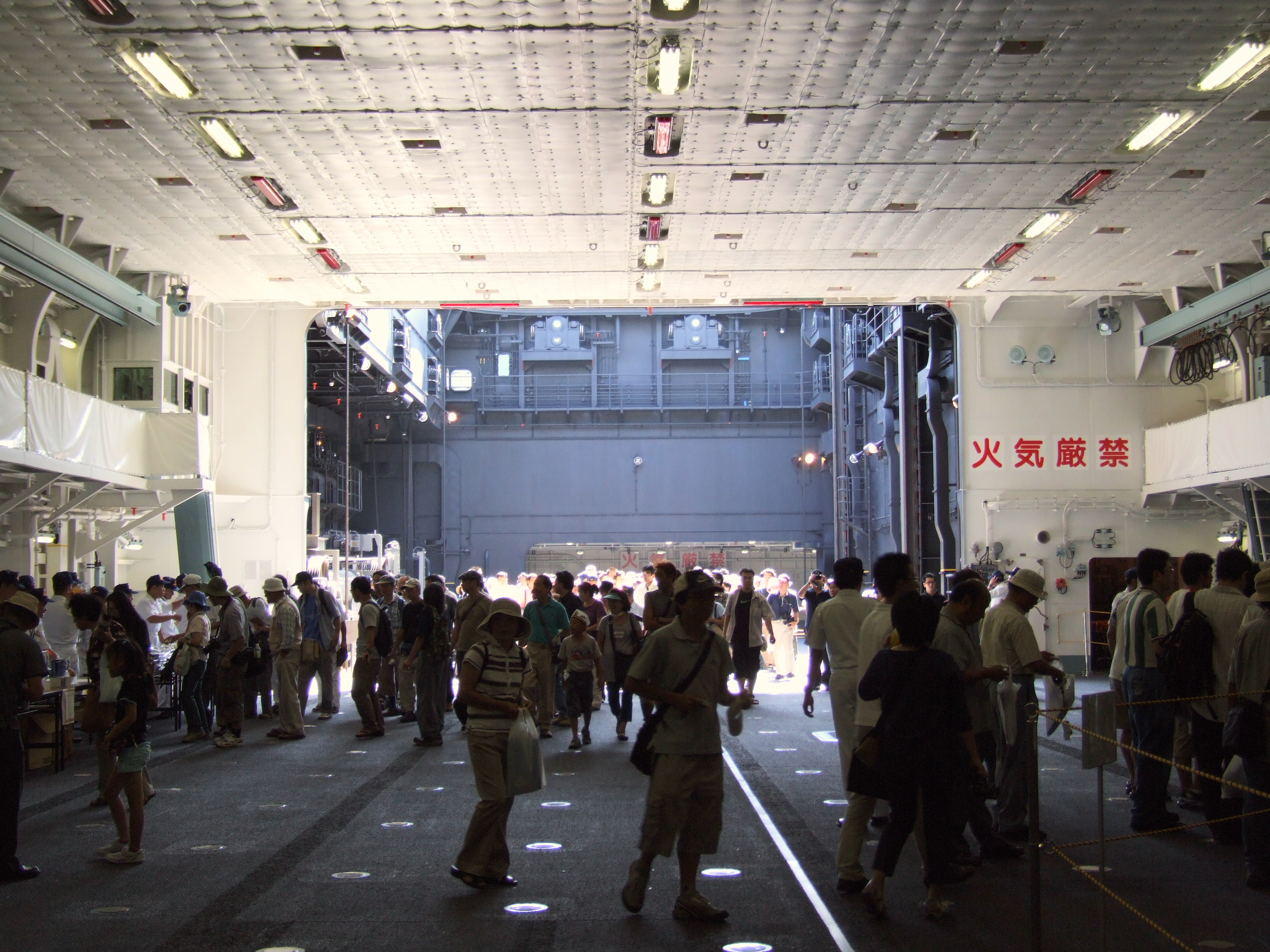
甲板の下にある格納庫から前部エレベーターを見る
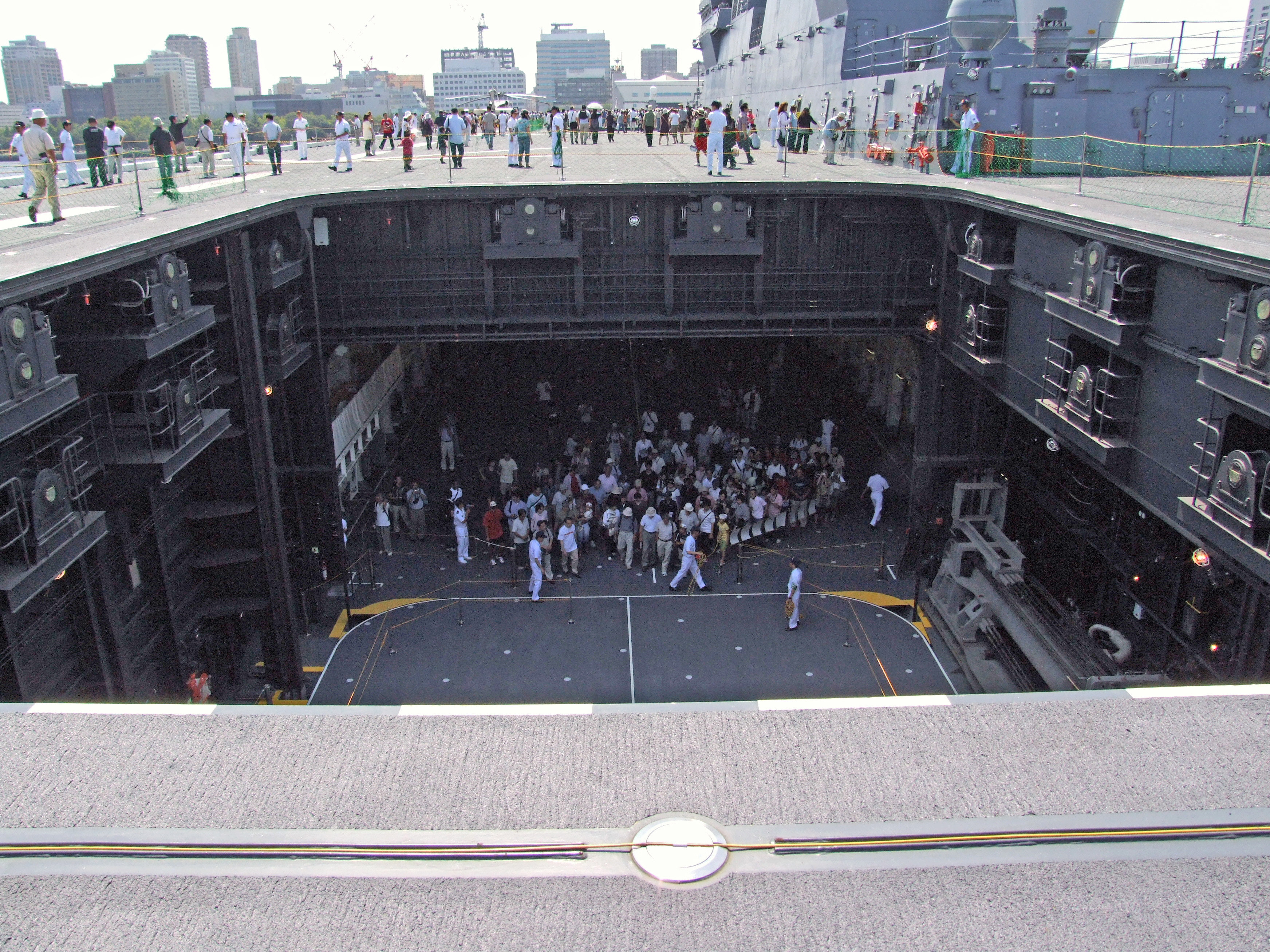
甲板の上から見たエレベーターと格納庫
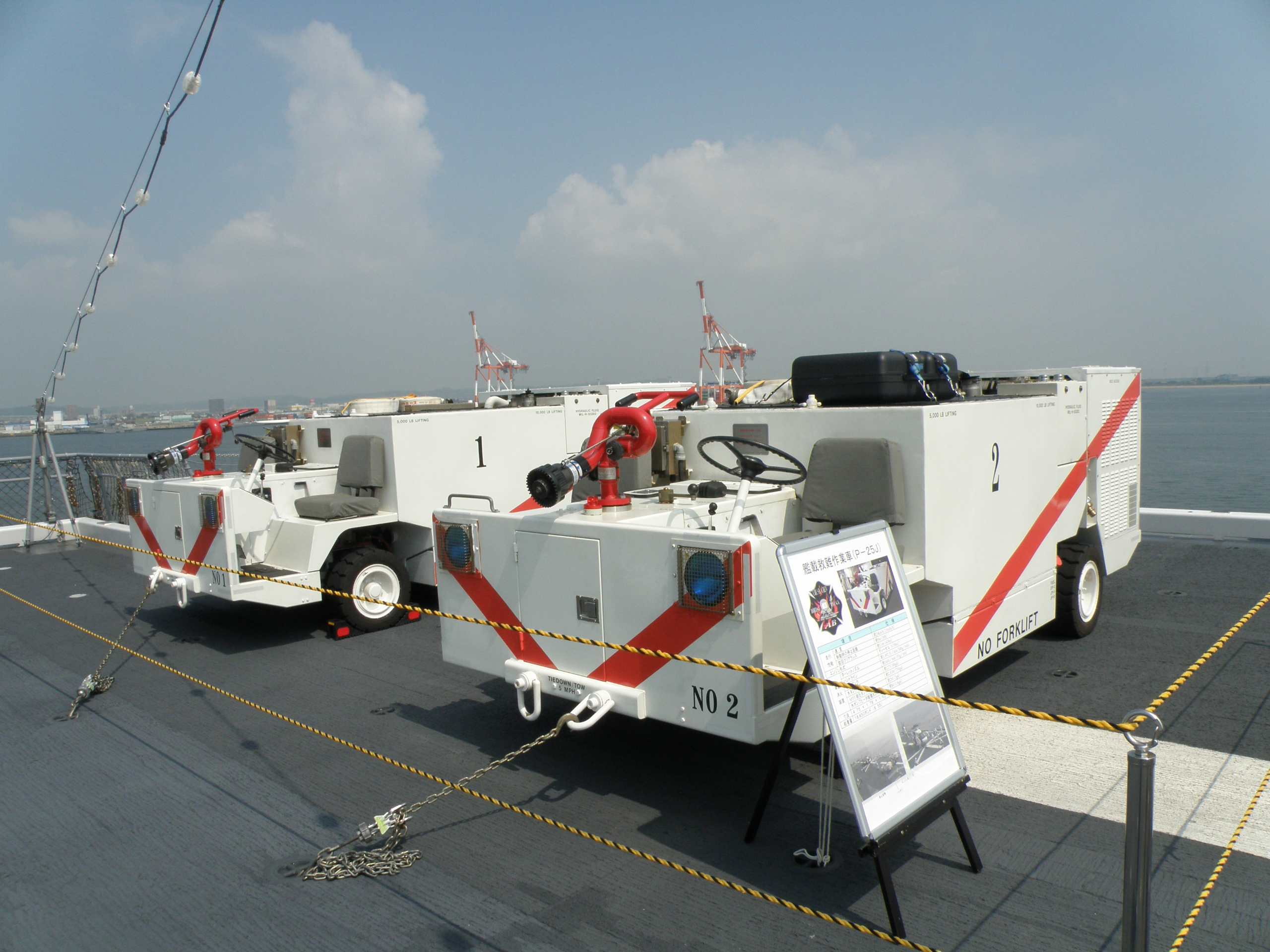
艦載救難工作車
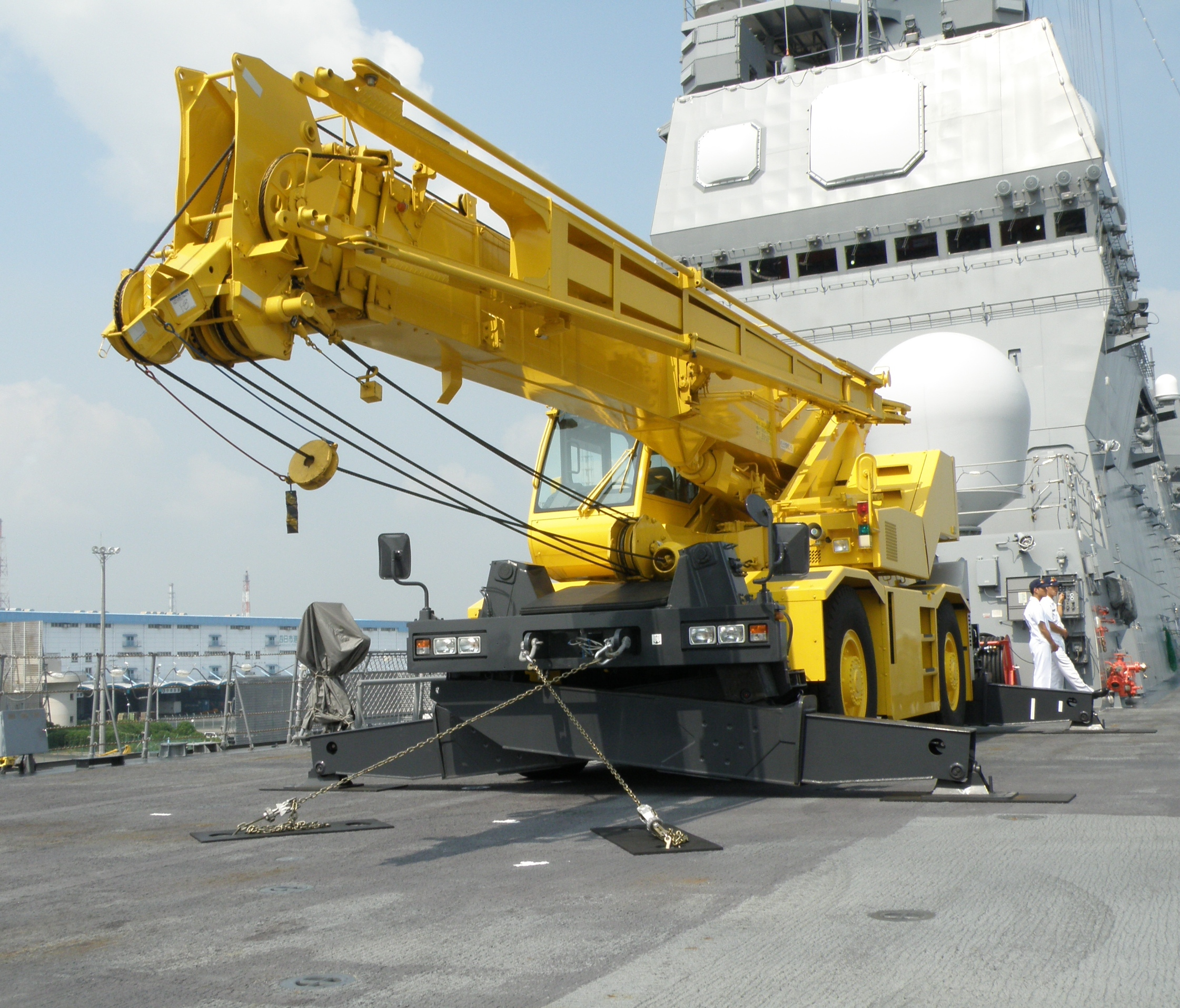
艦載クレーン

### 個艦戦闘機能
後部右舷寄りに16セルのMk.41 mod.22 VLSが備わり、4セルに防空用のESSM（発展型シースパロー）艦対空ミサイルを16発、残る12セルには対潜水艦用にVL-ASROC対潜ミサイルが収容される。

#### 対空戦

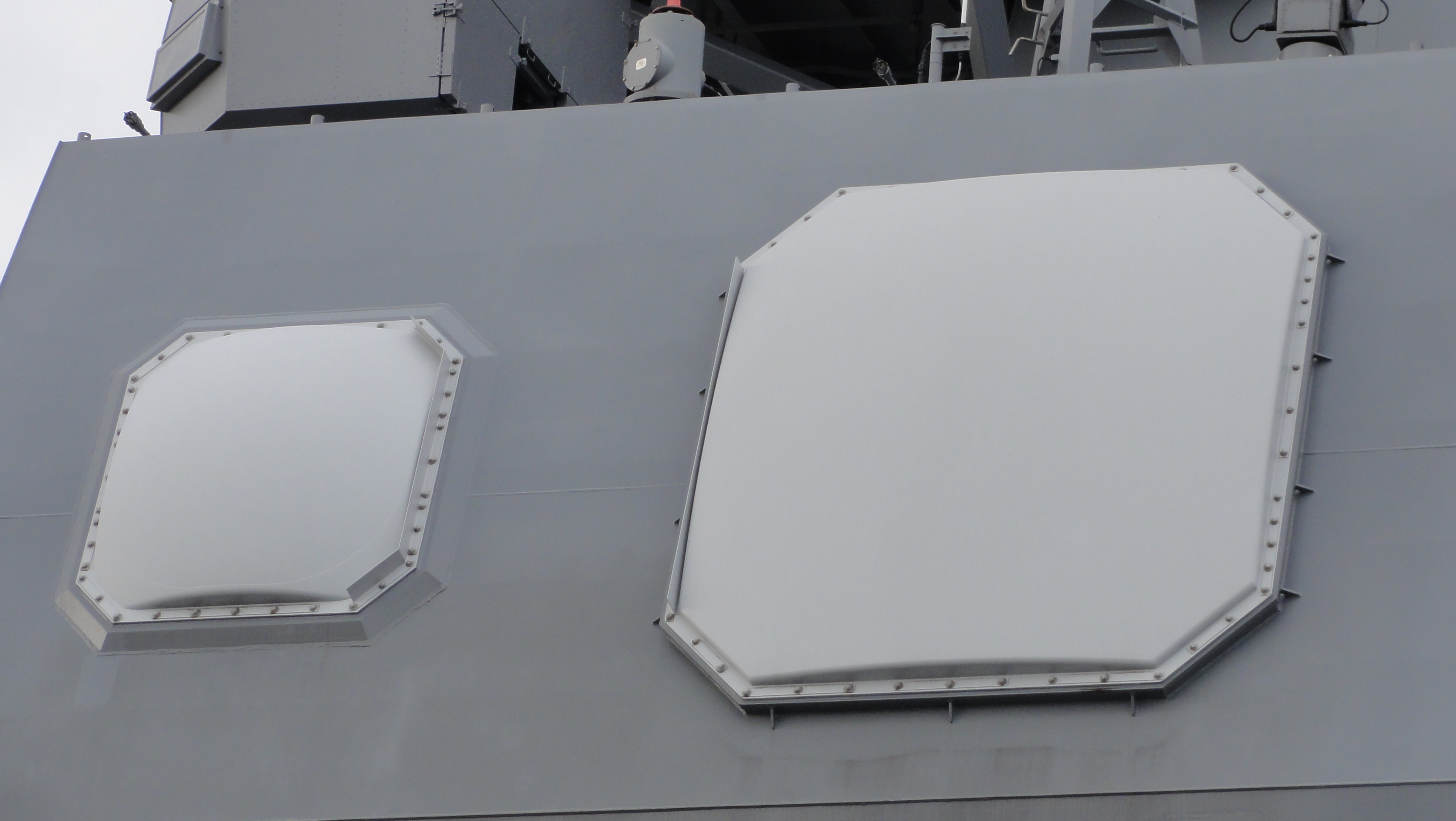
「いせ」の艦橋上部に設置されたFCS-3。大型がCバンド、小型がXバンドのレーダー面

新開発の射撃指揮装置であるFCS-3とOYQ-10 ACDSを中核として、高度に自動化された対空戦闘システムを備えている。
FCS-3は、従来より試験艦「あすか」で運用試験を受けていたものの改良型で、Cバンドを使用する捜索レーダーと、Xバンドを使用する射撃指揮レーダーのフェーズド・アレイ・アンテナをそれぞれ4面ずつ 、アイランド前部に0度と270度を向いたもの、後部に90度と180度を向いたものを設置しており、目標捜索から追尾、そしてOYQ-10から指示を受けての攻撃までを担当する。総合的な対空武器システムとなっており、最大探知距離200キロ以上、最大追尾目標数300程度とされる。砲を搭載しないことから、ESSM（発展型シースパロー）の射撃指揮にのみ用いられることとなる。
なお費用節約のため、「ひゅうが」搭載機のCバンド用アンテナのうち3面は「あすか」の試作機から流用し、1面のみ新調とした。ただしヒ化ガリウムを素材とするアンテナ素子については、性能向上を図るため、全体のおよそ1⁄3が新調された。また、従来開発されていたFCS-3は、アクティブ・レーダー・ホーミング（ARH）誘導方式の国産艦対空ミサイル（AHRIM）を前提としていたために射撃指揮レーダーをもたず、Cバンドの捜索レーダー部のみだったことから、ミサイルとしてセミアクティブ・レーダー・ホーミング（SARH）誘導のESSMを採用したことに伴い、タレス・ネーデルラント社のAPARの一部を射撃指揮レーダー（ICWI: Interrrupted Continuous Wave Illuminator）として導入した。
ESSMの射撃可能域よりも近距離の航空脅威に対処するため、飛行甲板前端と、船体後部左舷側に設けられたスポンソン上に高性能20mm機関砲（CIWS）を計2基搭載
している。

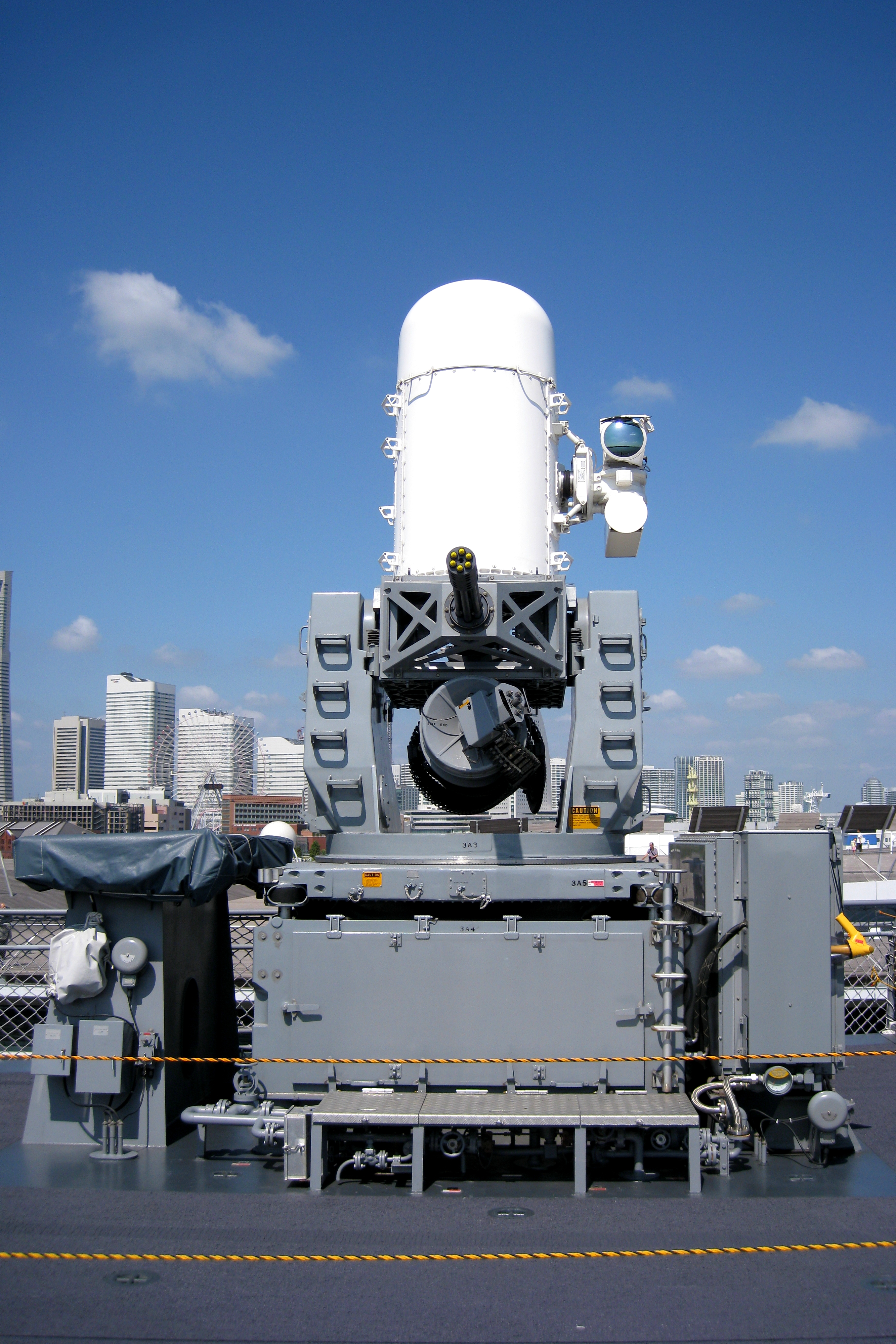
艦首CIWS 本艦型装備のファランクスはblock1Bであり、水上目標にも対処可能
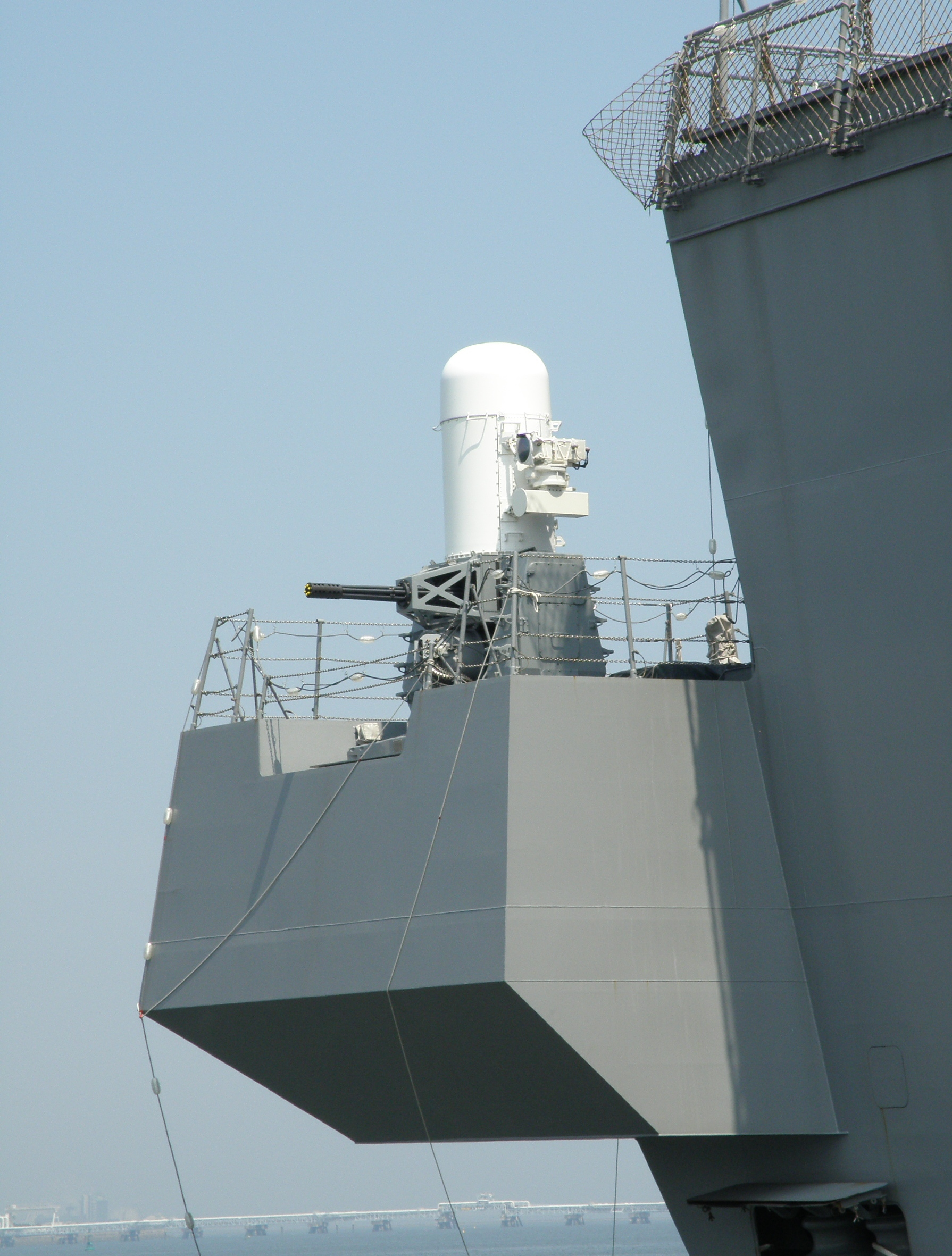
艦尾CIWS 甲板より低い、艦尾スポンソン上に装備するため射角は限られる

#### 対潜・対水上戦
対潜戦闘システムの中核となるのが、OQQ-21ソナー・システムで、これは、新開発の大型艦首装備ソナーと対潜情報処理装置、水中攻撃指揮装置を統合したものである。ソナーは試験艦「あすか」で試験されていたもので、ドーム長40メートル強という長大なソナー・ドームの前部には従来と同様の円筒形ソナー・アレイを備え、後方の両側面にフランク・アレイを装備する。従来の機種に比べて、探知距離と浅海域での探知精度が向上している。このように自艦装備ソナーの性能が向上したこともあって、航空運用能力を確保するために戦術曳航ソナーは装備しない。

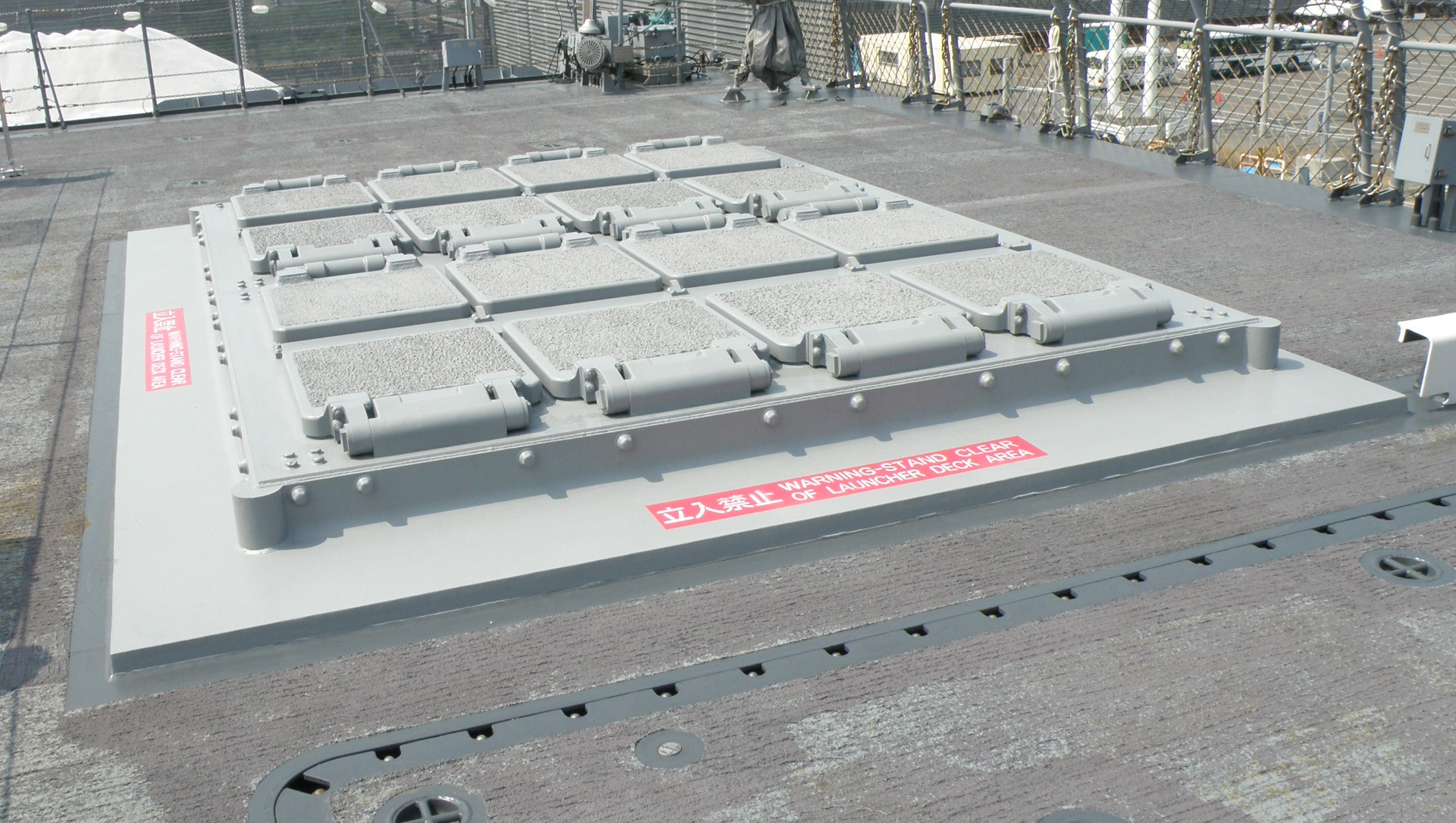
Mk.41 mod.22 VLS
対空用のESSM（発展型シースパロー）、対潜水艦用のVLA（垂直発射式アスロック）が収容される

自艦装備の対潜火力としては、Mk.41 VLSより発射するVLA（垂直発射式アスロック）と、舷側の3連装短魚雷発射管（水上発射管HOS-303）がある。搭載する16セルのMk.41 VLSのうち、12セルがVLAに割り振られる。また、将来的には、国産で新開発の07式垂直発射魚雷投射ロケット（新アスロック）の運用も予定されている。水上発射管HOS-303は、従来より使用されてきた3連装短魚雷発射管シリーズの最新版で、新型の97式短魚雷の運用が可能となっている。
また、搭載機のうち、SH-60KはAGM-114M ヘルファイアII空対艦ミサイルが装備でき、艦砲や艦対艦ミサイルを持たないひゅうが型における間接的な対水上火力となる。
洋上での非対称戦・テロ攻撃に対処するために合計で7基の機関銃座を有しており、ここには12.7mm重機関銃M2を必要に応じ設置するが、これらの機関銃は兵装ではなく搭載小火器扱いである。近接防空用の高性能20mm機関砲も、光学照準機能を持つブロック1Bと呼ばれるバージョンを採用したことで、小型・高速の水上脅威が接近してきた場合に対処できる。

### 追加装備
インドネシア国際緊急援助活動の教訓を踏まえ、平成18年度防衛予算にひゅうが型への機能の付加が盛り込まれた。概算要求の概要には「煙突の間の洋上補給装置、格納庫内の中間フラットと移動用装置」が記載されていたが、予算の概要には「後方の煙突のヘリ・リンク用アンテナを一基追加、格納庫内の中間フラットと移動用装置」が記載されている。

## 戦争以外の軍事作戦

甲板上で負傷者の救出訓練を行う隊員

マルチハザード化とグローバル化を背景に、近年、世界的に戦争以外の軍事作戦（MOOTW）のニーズが増大しているが、本型は、これらの作戦においても非常に有効であると期待されている。特に自然災害の頻度が高い日本においては、災害派遣における人道支援任務への応用が期待されている。
全通甲板などの設備により、航空機の運用性が向上していることから、艦載用に設計されていない陸上自衛隊機や、消防防災ヘリコプターなど民間機の離着艦も可能と見られている。この性能を生かして、大規模災害時の海上基地としての機能も盛り込まれており、海上自衛隊が保有するMCH-101掃海・輸送ヘリコプターを搭載しての救援物資輸送や、救難飛行隊のUH-60Jによる傷病者の収容、消防や警察、海上保安庁のヘリコプターに対する管制・補給支援が計画されている。また、上記の多目的室など自治体関係者による合同対策本部を収容できる設備が用意されているほか、後部エレベーター・スペースの直前には集中治療室を含む病床8床や手術室1床などの医療設備を持つ。また、弾薬用エレベータはストレッチャーと付添員を乗せられる大きさとなっているほか、飛行甲板から初療室までの経路はバリアフリー化されており、傷病者をストレッチャーに載せたままで迅速に移送できるよう配慮されている。
2009年9月5日には、横浜市が横浜港の大さん橋ふ頭に停泊した「ひゅうが」を拠点に5機関合同防災訓練を実施、陸上自衛隊（UH-1H/J）、海上保安庁（AS332）、神奈川県警察（AS365）、横浜市安全管理局（当時）（AS365）によるヘリコプター発着艦訓練、海上自衛隊のSH-60Kによる負傷者搬送、収容訓練が行われた。
2011年3月11日に発生した東北地方太平洋沖地震による東日本大震災に対し、「ひゅうが」は被災地への物資輸送および被災者の入浴支援のため、16日午後横須賀基地より三陸海岸沖に進出した。SH-60K哨戒ヘリコプター4機に加えて、各種自衛隊ヘリコプターおよびアメリカ軍機の母艦として活躍し、ヘリコプターを生かした物資搬送能力は、人道支援にその実力を見せた。

## 比較表

### 従来のヘリコプター搭載護衛艦との比較
| ·            | Template‐ノート:同規模フリゲートに、このページに関する疑問があります。（2025年5月） 疑問の要約：テンプレート名と選択基準の妥当性 |                                   |                                              |                                              |                                              |
|              | | いずも型                          | ひゅうが型                                   | しらね型                                     | はるな型                                     |
| 船体         | 基準排水量 | 19,500 t                          | 13,950 t                                     | 5,200 t                                      | 4,950 t                                      |
| 船体         | 満載排水量 | 26,000 t                          | 19,000 t                                     | 6,800 t                                      | 6,850 t                                      |
| 船体         | 全長 | 248 m                             | 197 m                                        | 159 m                                        | 153 m                                        |
| 船体         | 全幅 | 38 m                              | 33 m                                         | 17.5 m                                       | 17.5 m                                       |
| 主機         | 機関 | ガスタービン                      | ガスタービン                                 | 蒸気タービン                                 | 蒸気タービン                                 |
| 主機         | 方式 | COGAG                             | COGAG                                        | ギアード・タービン                           | ギアード・タービン                           |
| 主機         | 出力 | 112,000 ps                        | 100,000 ps                                   | 70,000 ps                                    | 70,000 ps                                    |
| 主機         | 速力 | 30 kt                             | 30 kt                                        | 32 kt / 31 kt                                | 31 kt                                        |
| 兵装         | 砲熕 | ―                                 | ―                                            | 54口径5インチ単装砲×2基                      | 54口径5インチ単装砲×2基                      |
| 兵装         | 砲熕 | 高性能20mm機関砲×2基              |                                              |                                              |                                              |
| 兵装         | 砲熕 | 12.7mm重機関銃×数基               | 12.7mm重機関銃×7基                           | ―                                            | ―                                            |
| 兵装         | ミサイル | SeaRAM 11連装発射機×2基           | Mk.41 VLS×16セル (ESSM,VLA)                  | シースパロー 8連装発射機×1基                 | シースパロー 8連装発射機×1基                 |
| 兵装         | ミサイル | SeaRAM 11連装発射機×2基           | Mk.41 VLS×16セル (ESSM,VLA)                  | アスロック 8連装発射機×1基                   |                                              |
| 兵装         | 水雷 | 魚雷防御装置                      | 3連装短魚雷発射管×2基 （97式 / Mk46 / 73式） | 3連装短魚雷発射管×2基 （97式 / Mk46 / 73式） | 3連装短魚雷発射管×2基 （97式 / Mk46 / 73式） |
| ヘリ運用機能 | 搭載機 | SH-60J/K×7機 MCH-101×2機 最大14機 | SH-60J/K×3機 MCH-101×1機 最大11機            | HSS-2B / SH-60J/K×3機                        | HSS-2B / SH-60J/K×3機                        |
| ヘリ運用機能 | 甲板 | 全通                              | 全通                                         | 艦尾                                         | 艦尾                                         |
| ヘリ運用機能 | 同時発着 | 可能（同時に5機）                 | 可能（同時に3機）                            | 不可能（連続2機は可能）                      | 不可能（連続2機は可能）                      |
| 同型艦数     | 同型艦数 | 2隻                               | 2隻                                          | 2隻（退役）                                  | 2隻（退役）                                  |

### 機能の重複する他艦艇との比較
| ·            | Template‐ノート:同規模フリゲートに、このページに関する疑問があります。（2025年5月） 疑問の要約：テンプレート名と選択基準の妥当性 |                                   |                                   |                      |                                       |
|              | | DDH いずも型                      | DDH ひゅうが型                    | AOE ましゅう型       | LST おおすみ型                        |
| 船体         | 基準排水量 | 19,500 t                          | 13,950 t                          | 13,500 t             | 8,900 t                               |
| 船体         | 満載排水量 | 26,000 t                          | 19,000 t                          | 25,000 t             | 14,000 t                              |
| 船体         | 全長 | 248 m                             | 197 m                             | 221 m                | 178 m                                 |
| 船体         | 全幅 | 38 m                              | 33 m                              | 27 m                 | 25.8 m                                |
| 主機         | 機関 | ガスタービン                      | ガスタービン                      | ガスタービン         | ディーゼル                            |
| 主機         | 出力 | 112,000 ps                        | 100,000 ps                        | 40,000 ps            | 27,000 ps                             |
| 主機         | 速力 | 30 kt                             | 30 kt                             | 24 kt                | 22 kt                                 |
| 兵装         | 砲熕 | 高性能20mm機関砲×2基              | 高性能20mm機関砲×2基              | 後日装備予定         | 高性能20mm機関砲×2基                  |
| 兵装         | 砲熕 | 12.7mm重機関銃×数基               | 12.7mm重機関銃×7基                | ―                    | ―                                     |
| 兵装         | ミサイル | SeaRAM 11連装発射機×2基           | Mk.41 VLS×16セル (ESSM、VLA)      | ―                    | ―                                     |
| ヘリ運用機能 | 搭載機 | SH-60J/K×7機 MCH-101×2機 最大14機 | SH-60J/K×3機 MCH-101×1機 最大11機 | 艦内空間転用で搭載可 | 艦内空間転用で搭載可                  |
| ヘリ運用機能 | 同時発着 | 可能(同時に5機)                   | 可能(同時に3機)                   | 不可能(1機のみ)      | 不可能(1機のみ)                       |
| 輸送揚陸機能 | 舟艇 | 作業艇・内火艇のみ                | 作業艇・内火艇のみ                | 作業艇・内火艇のみ   | LCAC×2隻 水陸両用装甲車               |
| 輸送揚陸機能 | RORO機能 | サイドランプ (右舷側)             | サイドランプ (右舷側)             | なし                 | サイドランプ (両舷側)                 |
| 輸送揚陸機能 | 人員 | 便乗者500名                       | 便乗者100名                       | なし                 | 戦闘員330名 / 民間人1,000人           |
| 輸送揚陸機能 | 収容容量 | 大型トラック×50台                 | 小型トラック                      | なし                 | 90式戦車最大18両 大型トラック最大65台 |
| 補給機能     | 貨油タンク | あり                              | なし                              | あり                 | なし                                  |
| 補給機能     | 洋上給油 | 可能（艦船燃料のみ）              | 後日装備予定                      | 可能                 | 不可能                                |
| 医療機能     | 病床 | 35床                              | 8床                               | 46床                 | 8床                                   |
| 医療機能     | 集中治療室 | あり                              | あり（病床含む）                  | あり                 | あり（病床2床含む）                   |
| 同型艦数     | 同型艦数 | 2隻                               | 2隻                               | 2隻                  | 3隻                                   |

### 世界の軽空母・ヘリ空母との比較
|              |              | いずも型                | ひゅうが型             | カヴール                           | インヴィンシブル級 (改修後)        |
| ------------ | ------------ | ----------------------- | ---------------------- | ---------------------------------- | ---------------------------------- |
| 船体         | 満載排水量   | 24,000 t                | 18,300 t               | 27,100 t                           | 20,710 t                           |
| 船体         | 全長         | 248 m                   | 197.0 m                | 236.5 m                            | 210 m                              |
| 船体         | 最大幅       | 38 m                    | 33 m                   | 39 m                               | 36 m                               |
| 機関         | 方式         | COGAG                   | COGAG                  | COGAG                              | COGAG                              |
| 機関         | 出力         | 112,000 hp              | 100,000 hp             | 118,000 hp                         | 112,000 hp                         |
| 機関         | 速力         | 30 kt                   | 30 kt                  | 28 kt                              | 28 kt                              |
| 兵装         | 砲熕         | ファランクスCIWS×2基    | ファランクスCIWS×2基   | 76mm単装砲×2基                     | CIWS×3基                           |
| 兵装         | 砲熕         | 12.7mm重機関銃×数基     | 12.7mm重機関銃×7基     | 25mm機関砲×3基                     | 20mm機関砲×2基                     |
| 兵装         | ミサイル     | SeaRAM 11連装発射機×2基 | VLS×16セル (ESSM, VLA) | VLS×32セル (アスター15)            | ―                                  |
| 航空運用機能 | 飛行甲板     | 全通飛行甲板            | 全通飛行甲板           | スキージャンプ勾配つき全通飛行甲板 | スキージャンプ勾配つき全通飛行甲板 |
| 航空運用機能 | エレベーター | 2基                     | 2基                    | 2基                                | 2基                                |
| 航空運用機能 | 搭載機数     | ヘリコプター最大14機    | ヘリコプター最大10機   | V/STOL機×8機 ヘリコプター×12機     | ヘリコプター最大22機               |
| 同型艦数     | 同型艦数     | 2隻                     | 2隻                    | 1隻                                | 3隻（退役）                        |

## 同型艦
2隻のはるな型（43/45DDH）を代替するため、「ひゅうが」と「いせ」の2隻のひゅうが型が建造されている。どちらの艦名も大日本帝国海軍の伊勢型戦艦と同名である。艦番号は当初、建造番号2405号艦（ひゅうが）にDDH-145が、建造番号2406号艦（いせ）にDDH-146が与えられていたが、後にそれぞれ、建造番号2319号艦と艦番号DDH-181、 建造番号2320号艦と艦番号DDH-182に変更されている。はるな型としらね型（50DDH）の艦番号は141から144であったので、ひゅうが型の艦番号は従来型DDHと連続していないことになる。
その後のしらね型退役に対しては、本艦型の追加建造は行われず、ひゅうが型に比して船体をより大型化し、ヘリコプター運用能力と災害派遣等で必要となる多彩な輸送能力を高めた、いずも型2隻によって代替された。
| 艦番号  | 艦名     | 建造                                           | 起工                        | 進水                        | 竣工                        | 所属                                |
| ------- | -------- | ---------------------------------------------- | --------------------------- | --------------------------- | --------------------------- | ----------------------------------- |
| DDH-181 | ひゅうが | アイ・エイチ・アイ マリンユナイテッド 横浜工場 | 2006年 （平成18年） 5月30日 | 2007年 （平成19年） 8月23日 | 2009年 （平成21年） 3月18日 | 第3護衛隊群第3護衛隊 （舞鶴基地）   |
| DDH-182 | いせ     | アイ・エイチ・アイ マリンユナイテッド 横浜工場 | 2008年 （平成20年） 5月30日 | 2009年 （平成21年） 8月21日 | 2011年 （平成23年） 3月16日 | 第2護衛隊群第2護衛隊 （佐世保基地） |

## 登場作品

### アニメ・漫画
『ヱヴァンゲリヲン新劇場版:Q』
ヴィレ所属艦艇として登場。
『超時空DDH ヘリ母艦南海の決戦』
架空艦「DDH-184 しなの」が登場。第二次世界大戦時にタイムスリップし、本来の史実にはなかった東京への原爆投下が起きることを知ったため、それを阻止するため旧アメリカ海軍と対決する。
『まりかセヴン』
架空艦「DDH-183 まゆゆ」が登場。
『インフェクション』
漫画192話にて登場。艦番号も確認でき世界中に発展した保菌者騒動から総理大臣が避難した。

### 小説
『日中尖閣戦争』
「南方急行作戦」の旗艦として「ひゅうが」が登場。
『日本国召喚』
「いせ」が登場。第2・第4護衛隊群を指揮してエストシラント沖大海戦に参加。僚艦とともに戦列艦・竜母からなるパーパルディア皇国海軍第1・第2・第3艦隊と交戦してこれを壊滅させた後、エストシラント港の軍事施設及びパーパルディア皇国海軍本部攻撃を行った。同海戦では艦隊指揮艦としての役割の他、陸上自衛隊のAH-1S対戦車ヘリコプター及びAH-64D戦闘ヘリコプター計7機を搭載する攻撃ヘリ空母としても機能し、これらを用いた敵艦への対艦攻撃を行っている。
『日中世界大戦』
「ひゅうが」が登場。大規模近代化改修が行われ、前後に30m延長され、甲板の耐熱強化や艦尾にエレベーター増設などF-35B戦闘機が運用可能となった。

### 書籍
『エースコンバット アサルト・ホライゾン マスターファイル ASF-X震電II』
ゲーム本編には登場しないが、関連書籍の本書に1番艦のひゅうがをSTOVL空母に改装した「ひゅうが改」が登場。架空のステルス戦闘機『ASF-X/F-3 震電II』の発着艦研究や練習艦用途に用いるために、飛行甲板を可能な限り延長した上で耐熱処理を施した他、後部エレベータを撤去して舷側エレベータを設置している。なお、改装後も艦分類はDDH（ヘリコプター搭載護衛艦）のままになっている。

### ゲーム
『大戦略シリーズ』
主に『現代大戦略』シリーズにおいて日本ユニットとして登場。『現代大戦略2003』にて「新型DDH」として初登場し、『現代大戦略2008』にて初めて「ひゅうが」という実名で登場した。また、それ以前にもひゅうが型をモデルとした艦が『大戦略マスターコンバット2』には「ひりゅう」、『現代大戦略2001』および『現代大戦略2002』には「あかぎ」という名称で登場しているが、双方共に実際にひゅうが型が就役する以前の作品であるため、実際のひゅうが型とは排水量が異なる、VTOL機が搭載可能になっているなどの相違点がある。

### 模型
『1/700ウォーターラインシリーズ 海上自衛隊ヘリコプター搭載護衛艦 ひゅうが』（青島文化教材社）
ひゅうが型の初の模型化されたプラモデル。
『1/700ウォーターラインシリーズ 海上自衛隊ヘリコプター搭載護衛艦 いせ 就航時』（青島文化教材社）
「いせ」の新造時の状態を模型化したキット。「ひゅうが」との識別点がモデル化されているほか、同スケールのF-35 ライトニングII・シーハリアーを同封。
『1/700ウォーターラインシリーズ ヘリコプター搭載護衛艦ひゅうが 離島防衛作戦』（青島文化教材社）
上記の『ひゅうが』のキットに、陸上自衛隊のAH-1S・AH-64D・OH-1と、アメリカ海兵隊のAAV7・V-22の同スケールキットを同封したバージョン。ボックスアートで、中国人民解放軍海軍の空母「遼寧」に似た軍艦を撃沈しているとして、中国メディアにも取り上げられた。
『1/700 海上自衛隊ヘリコプター搭載護衛艦 DDH-181 ひゅうが』（ピットロード）
フルハルモデル版とウォーターライン版がある。
『1/350 海上自衛隊 護衛艦ひゅうが』（フジミ模型）
飾り台付のフルハルモデル。